# Проскурякова, Татьяна Авенировна
Татья́на Авени́ровна Проскуряко́ва (англ. Tatiana Avenirovna Proskouriakoff; 10 января (23 января) 1909, Томск, Российская империя — 30 августа 1985, Уотертаун, Массачусетс, США) — американский археолог, иллюстратор и искусствовед русского происхождения, исследовательница культур Мезоамерики, внёсшая значительный вклад в изучение цивилизации майя.
Татьяна Проскурякова переехала в США вместе с родителями в 1916 году; в 1924 году приняла американское гражданство. Окончила Архитектурную школу Колледжа штата Пенсильвания (1930). В 1936—1937 годах приняла участие в двух сезонах археологической экспедиции в Пьедрас-Неграс (Мексика), в 1939 году совершила научные поездки в Копан и Чичен-Ицу. В 1940—1958 годах — штатный сотрудник Института Карнеги, разрабатывала методы датировки древних памятников майя на основе особенностей стиля изобразительного искусства. В 1950—1955 годах работала на раскопках Майяпана. С 1958 года перешла в штат Музея Пибоди Гарвардского университета, в котором работала до отставки в 1977 году. В последние годы жизни страдала болезнью Альцгеймера.
Главной научной заслугой Татьяны Проскуряковой считается последовательное применение структурного метода к надписям майя классического периода, в результате чего она доказала, что на монументах были зафиксированы исторические события. Публикации об этом выходили, начиная с 1960 года. В 1967 году написала предисловие для английского перевода монографии Юрия Кнорозова «Письменность индейцев майя»; тем не менее она не пыталась озвучить тексты майя, хотя и признала метод дешифровки письменности. Её работы заложили надёжный фундамент для понимания исторических текстов майя и реконструкции политической истории майяских городов-государств. В 1974 году подготовила каталог 1000 нефритовых изделий из священного сенота Чичен-Ицы, хранящихся в музее Пибоди. Проскурякова более 20 лет работала над сводной историей майя, которая была опубликована посмертно в 1994 году.
Являлась действительным членом Американской антропологической ассоциации. В 1971 признана женщиной года в номинации Университета штата Пенсильвания. Почётный доктор Тулейнского университета (1977). Удостоена медали Альфреда В. Киддера (в 1962 году), и в 1984 году — гватемальского ордена Кетцаля. В 1998 году часть праха Проскуряковой была захоронена в здании «J-23» на «Акрополе» в Пьедрас-Неграс, который она запечатлела на своих археологических реконструкциях.

## Происхождение. Ранняя биография (1909—1931)

### В России

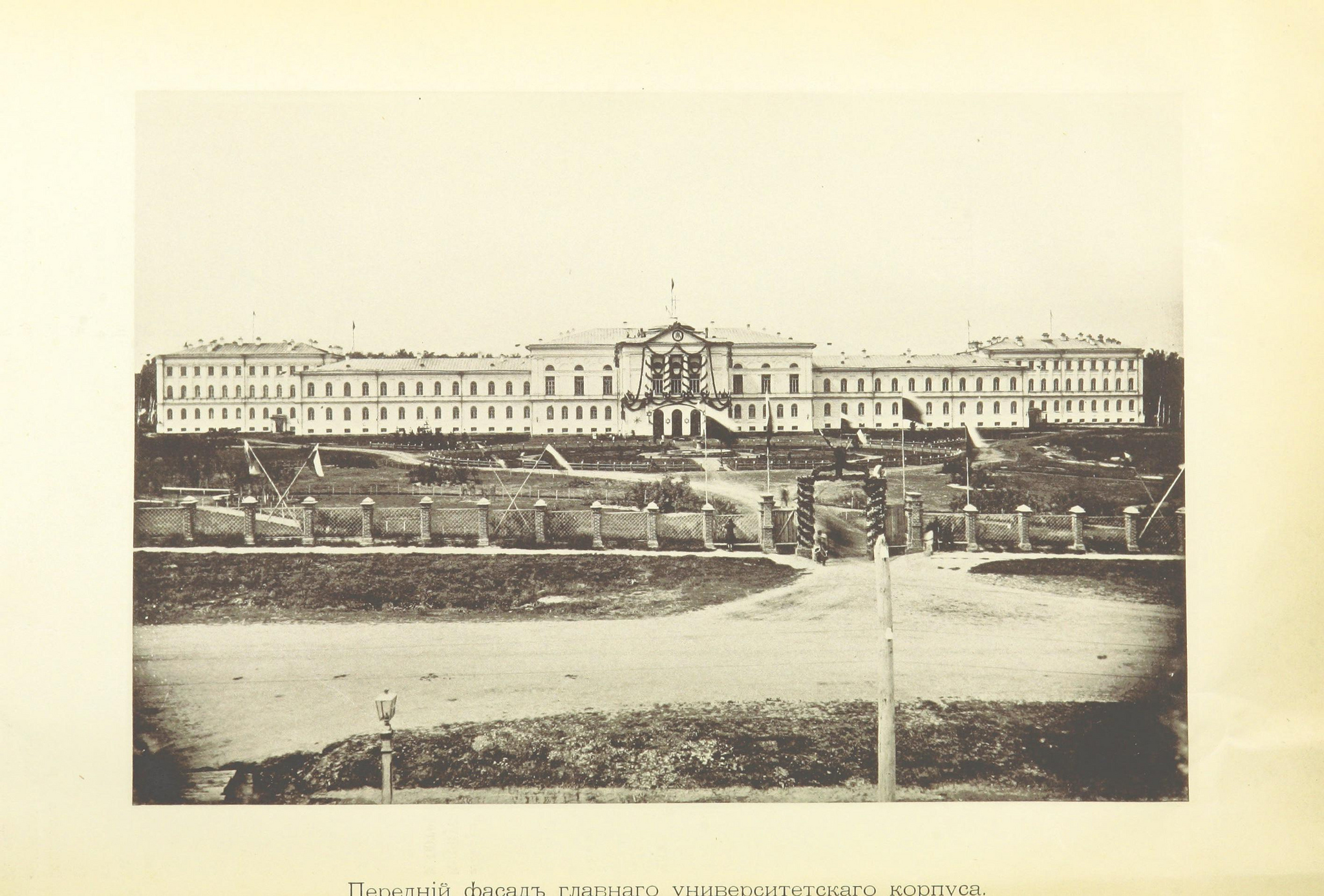
Томский университет. Фотогравюра из книги «Первый университет в Сибири…», 1889

О годах жизни, проведённых Татьяной Проскуряковой в России, сохранилось мало свидетельств. Род Проскуряковых, по семейному преданию, происходил от одного из стрельцов, сосланных в Томск после восстания 1698 года. Дед — Павел Степанович Проскуряков (1857—1919) — получил образование в Санкт-Петербурге, и долгие годы служил по линии Министерства народного просвещения в Красноярске и Тюмени, состоял в учредительном комитете Красноярского городского музея, занимался археологией. В 1901—1907 годах Павел Проскуряков работал помощником инспектора Томского университета. Его сын Авенир, родившийся в 1884 году, получил химическое образование в Петербургском технологическом институте. Брак Авенира с Аллой Алексеевной Некрасовой (1887 года рождения), из семьи военных Тульской губернии, начался со скандала: молодые без благословения бежали в Томск. Проскуряков-химик был принят на работу в местный технологический институт, с 1911 года исполняя должность доцента, защитил диссертацию. Алла поступила на медицинский факультет университета, на который принимали женщин, и закончила его в 1912 году. В семье к тому времени родилось двое дочерей — Ксения (в 1907 году) и Татьяна (10 января 1909 года). В 1912—1914 годах Алла Проскурякова работала на кафедре офтальмологии, а также практиковала в деревне, куда семья выезжала на летний отдых.
Дочери получали воспитание, обычное в интеллигентной среде того времени: Ксению и Татьяну учили французскому языку и музыке. По семейному преданию, младшая дочь научилась читать в возрасте трёх лет. Авенир Павлович из-за ревматического порока сердца не подлежал призыву на фронт, однако был назначен в состав комиссии по контролю за качеством боеприпасов, которые закупались в США. Вместе с семьёй он в 1915 году отправился в Архангельск: предстояло отплыть в Нью-Йорк на пароходе «Царица» 2 декабря. Однако порт оказался блокирован льдами, вдобавок, заболели обе дочери Проскуряковых, и было принято решение оставить мать с детьми в России, пока они не окрепнут. В январе 1916 года Авенир Проскуряков благополучно добрался до Америки и отправил семье перевод в 2500 долларов, а также томик «Хижины дяди Тома» для изучения английского языка. Алла Алексеевна, Ксения и Татьяна жили у родственников в Петербурге. Когда дочери оправились, было решено ехать через Норвегию; 23 февраля 1916 года женская часть семейства отплыла из Бергена на пароходе «Kristianiafjord» первым классом. Плавание продолжалось 16 дней.

### Первые годы в США

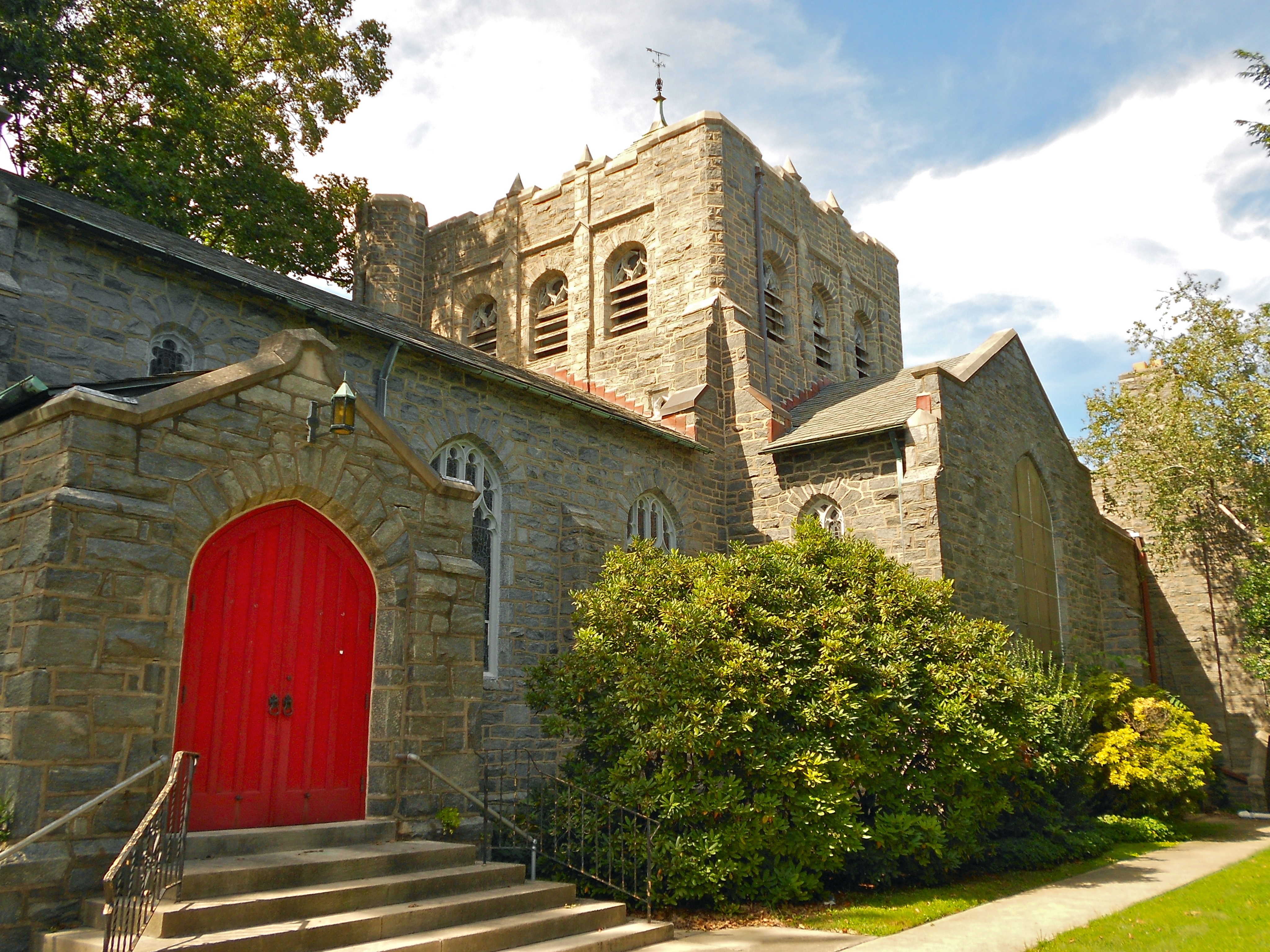
Церковь Св. Иоанна в исторической части Лансдауна, фото 2012 года

По воспоминаниям Татьяны Проскуряковой 1980-х годов, первыми впечатлениями 6-летней девочки была сильная качка во время морского перехода, а также разочарование от Нью-Йорка: она хотела увидеть негров, похожих на картинки из книги «Хижина дяди Тома», однако все повстречавшиеся чернокожие были другими. Вскоре после прибытия она заявила, что будет курить, когда повзрослеет: во время посещения ресторана официант запретил курить даме, бывшей в компании Проскуряковых, тогда как джентльмены продолжали дымить. Татьяна Проскурякова начала курить в 16-летнем возрасте и сохраняла верность этой привычке до самой смерти — всего более 60 лет. Основное место службы Авенира было в Пенсильвании, где располагались заводы по производству взрывчатки, далее он переехал в Дейтон, штат Огайо, где располагалась Recording and Computing Machines Company, в которой разместили следующий заказ. Здесь семья снимала дом и прожила более года; все сошлись во мнении, что климат мало отличается от томского. Алла Проскурякова активно включилась в женское движение и настаивала, чтобы дома общались по-английски, дабы девочки могли подготовленными пойти в школу (разница в возрасте Ксении и Татьяны была 1 год 9 месяцев). По словам знавшего её в зрелые годы Майкла Ко, Татьяна Проскурякова говорила по-английски с акцентом американского Восточного побережья, но она сохранила как разговорный, так и письменный русский язык. Проскуряковы не стали присоединяться ни к одному церковному сообществу, вероятно, не рассчитывая надолго оставаться в США. После Октябрьской революции 1917 года родители решили не возвращаться в Россию.
Ещё в апреле 1917 года Авенир был включён в состав комиссии по расследованию взрыва на складе боеприпасов компании Eddystone, производившей заказы для России; при взрыве погибло 139 человек. Хотя предполагалось, что это немецкая диверсия (во время катастрофы США только четвёртый день как вступили в войну), но оказалось, что взрыв чёрного пороха произошёл из-за небрежного хранения снарядов. Далее глава семьи устроился в компанию Smith, Klein and French. Лишившись работы, семья перебралась в Филадельфию, где была большая русская община. В 1921 году Проскуряковы переехали в Лансдаун, в котором располагалась одна из лучших средних школ в штате. Алла сначала устроилась работать в школьную службу вакцинации, а далее была принята на государственную службу и консультировала акушерок по всему штату Пенсильвания. В 1924 году всё семейство получило американское гражданство, а следующем году Авенир, Алла и Кассия (как переименовали в Америке Ксению) присоединились к квакерам, однако 16-летняя Татьяна отказалась это сделать. Из-за бескомпромиссности и гордости в семье её прозвали «Герцогиней». В круг общения семьи входили Давид Сарнов и Владимир Зворыкин; близко жил и кузен Аллы — Сергей Сергеевич Некрасов, который после бегства из России разработал новую технологию нанесения цветных эмалей на медь. Позднее он основал фирму Nekrassoff and Son и добился большого успеха. В начале 1920-х годов к Проскуряковым переехали мать Аллы и её брат Владимир Алексеевич Некрасов; в 1923 (или в 1925-м) году Авенир перевёз в США свою сестру-художницу Людмилу. С тёткой у Татьяны сложились близкие отношения, и она обучалась у Людмилы рисованию. Успехи в учёбе также были велики: Татьяну даже избрали в редакцию школьного журнала, и она всерьёз думала о карьере архитектора и дизайнера; ей оборудовали собственную мастерскую на чердаке.

### Высшее образование и трудоустройство

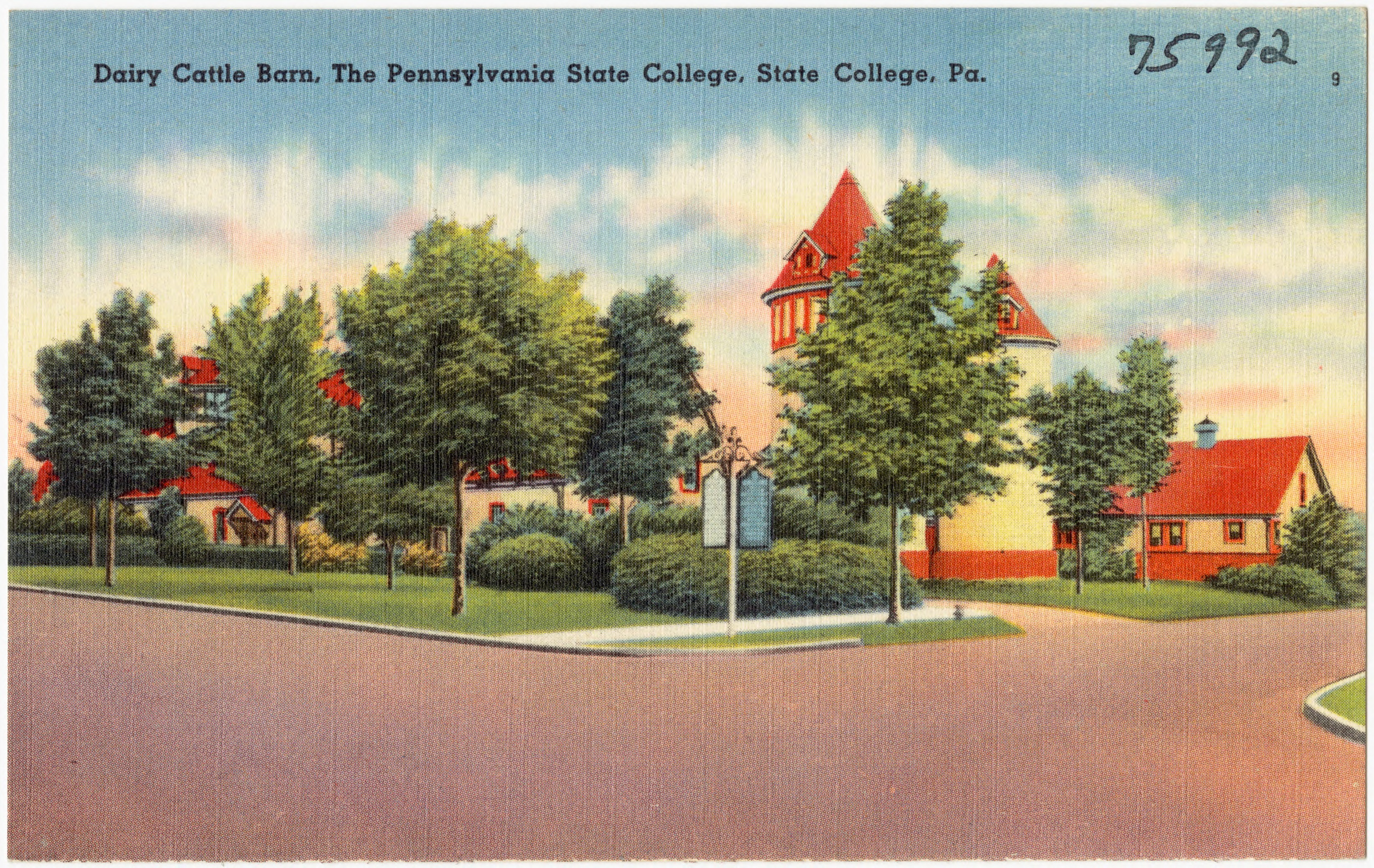
Колледж штата Пенсильвания на почтовой карточке. Между 1930—1940

Большинство юношей — выпускников Лансдаунской школы 1926 года планировали поступить в Университет Пенсильвании, тогда как девушки обычно шли в педагогическое училище в Уэст-Честере. Татьяна не интересовалась карьерой учителя, однако семья была не в состоянии платить за неё: Ксения уже училась в Корнеллском университете. Она обратилась за кредитом на обучение русских студентов, и выбрала Колледж штата Пенсильвания, стоимость обучения в котором, в зависимости от избранной программы, составляла от 500 до 800 долларов в год. Для Татьяны также был серьёзным вопрос выбора специальности, поскольку она не хотела конкурировать с Ксенией. Старшая сестра пошла по стопам отца и училась на химика. Колледж предлагал специальности по истории искусств, дизайна, архитектурной живописи и графики. Последняя как раз привлекла внимание Татьяны Проскуряковой. В Пенсильванском колледже в середине 1920-х годов обучалось около 500 женщин, три четверти из которых получали специальность педагога. Татьяна оказалась единственной девушкой в группе на своём потоке.
Татьяна Проскурякова никогда не называла себя феминисткой и не высказывалась открыто о борьбе за права женщин. По мнению её биографа Ч. Соломон, избрав мужскую профессию по примеру матери и старшей сестры, она «просто приложила все усилия», чтобы самореализоваться в её рамках. Помимо предметов по специальности (включая геодезию), она вступила в дискуссионный клуб и развивала навыки публичных выступлений, стала участницей сестричеств «Пи Альфа Гамма» и «Фи Каппа Фи». За проявленные успехи она была удостоена престижной стипендии Джона Уайта, которая присуждалась только одному человеку в год. Окончательно сформировались и её взгляды: по словам лично знавшего её археолога Майкла Ко, до конца жизни она оставалась атеистом и ей был в высшей степени свойственен рационализм мышления. Одним из условий получения степени бакалавра была практика чертёжника в архитектурном бюро. Летом 1929 года Татьяна Проскурякова отправилась в Нью-Йорк в поисках места для практики, но везде получила отказ. Наконец, она устроилась в филадельфийскую фирму Chapman Interiors, это позволило меньше страдать от разлуки с семьёй и экономить на жилье. Там она получила первый заказ: фреска для офиса гидротехнической компании с изображением Нептуна. Однако октябрьский биржевой крах 1929 года поставил под сомнение перспективу трудоустройства. Выпуск Проскуряковой прошёл 10 июня 1930 года. В её дневнике сохранилась фотография, вырезанная из печатного альбома выпускников и студентов (La Vie). На фотографии имеется подпись, из которой следует, что Татьяна имела рост 5 футов 3 дюйма (около 160 см), весила 114 фунтов (около 51,7 кг) и предпочла бы работать в Филадельфии.
О следующих пяти годах в жизни Проскуряковой неизвестно почти ничего. Вероятно, она пыталась найти работу и выйти замуж. Её племянники вспоминали, что Татьяне делали предложения, и на одной из фотографий этого периода она запечатлена с кольцом на безымянном пальце. Однако подробные дневники она стала вести только после 30-летия, и избегала откровенных признаний. Некоторое время Прокурякова работала в престижном магазине Wanamaker's в центре Филадельфии. Об этом времени она вспомнила в дневниковой записи 1949 года, когда описывала увольнение одной из своих коллег по Институту Карнеги: «когда я работала в Wanamaker’s, я постоянно была подавлена страхом увольнения, который отравлял жизнь всех продавщиц». Далее она устроилась в Sinkler’s Studio по специальности, фирма располагалась в Радноре, и производила декоративные вышивки по индивидуальным заказам богатых домохозяйств. Клиентами хозяйки было семейство Дюпонов и жена Клода Рейнса. Татьяна разрабатывала индивидуальный дизайн и делала эскизы для вышивальщиц; вскоре к ней присоединилась тётка Людмила. В то время в моду входили восточные мотивы, и Татьяна в поисках идей и вдохновения стала посещать университетский музей. Далее, она прослушала несколько курсов для аспирантов и приняла решение участвовать в конкурсе на участие в археологической экспедиции в Ирак, проводимой музеем Университета штата Пенсильвания. Несмотря на то, что она была лучшей по результатам отбора, было решено, что в экспедиции будут участвовать только мужчины.

## Пенсильванский университет. Экспедиции в Центральную Америку (1936—1939)

### Экспедиции университета Пенсильвании

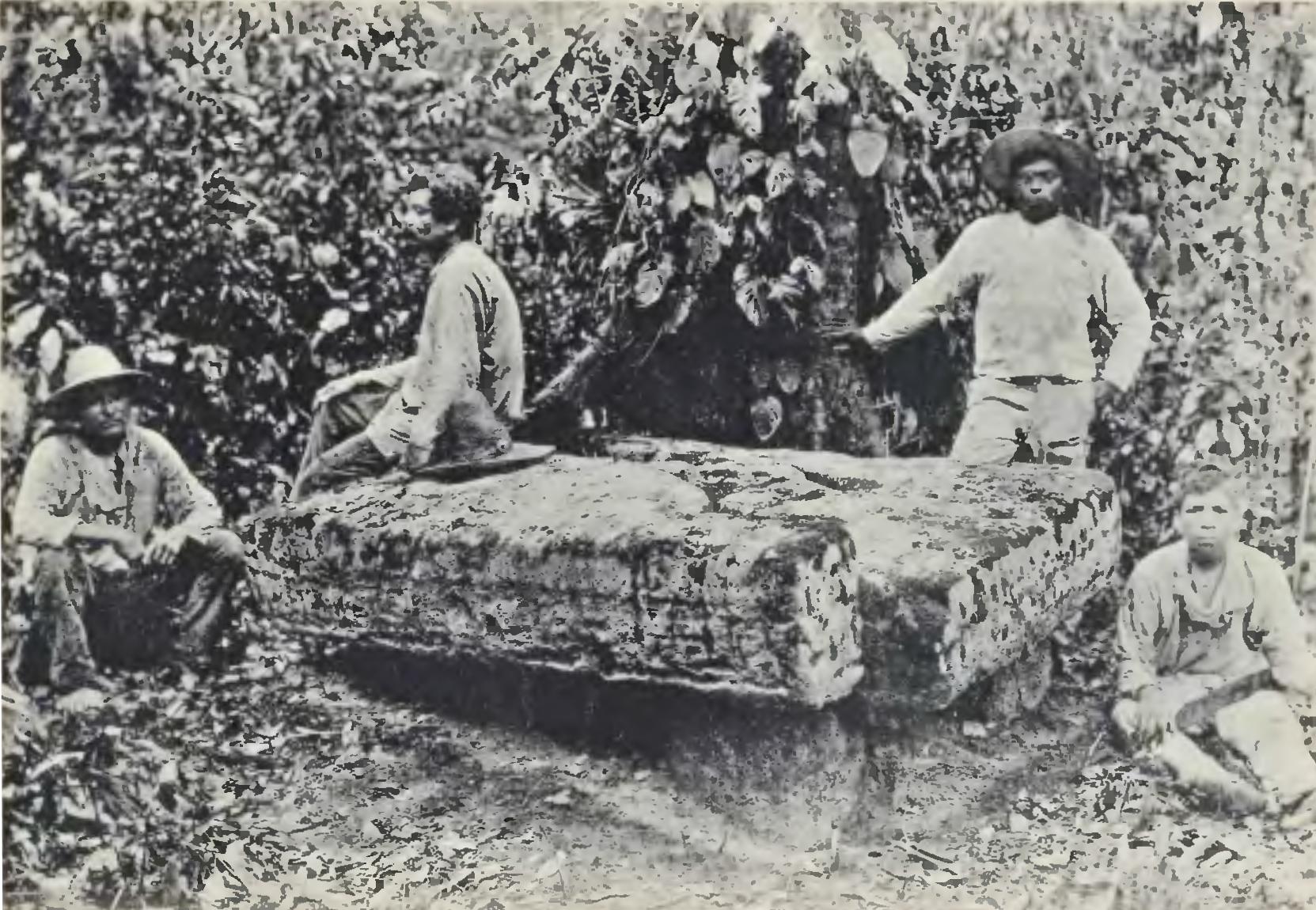
Алтарь III в Пьедрас-Неграс. Фото Т. Малера, 1901

Неудача с экспедицией обратила интерес Проскуряковой к археологии. Несмотря на то, что Татьяна Авенировна не получила специального образования, она перечитала всё, что имелось по этому предмету в университетской библиотеке, и более всего её увлекли древние майя. Публикаций по майянистике в тот период было немного, в первую очередь, это были отчёты путешественников и археологов, начиная с Джона Стефенса, и продолжая фундаментальными работами Теоберта Малера и Альфреда Модсли. С 1914 года Институт Карнеги проводил ежегодные исследования в зоне цивилизации майя, инициаторами проекта были учитель и ученик — Альфред Тоззер и Сильванус Морли. Основными объектами исследований были избраны Вашактун в регионе Петен (Гватемала), а также Чичен-Ица на Юкатане, в которой работал сам Морли. Музей Пенсильванского университета в 1930-е годы организовал собственный проект по изучению древних майя. Аэрофотосъёмка Чарльза Линдберга показала наличие в джунглях неизвестных и неисследованных городищ. В 1930—1931 годах аэроразведку осуществил куратор Отдела Америки университетского музея Джон Олдер Мейсон; в результате, по согласованию с Морли и руководством Тулейнского университета (Франс Блом), местом раскопок избрали Пьедрас-Неграс. Исследователей привлекло огромное число скульптурных памятников из тёмного камня, по которым городище получило испанское название. Помощником Мейсона стал Линтон Саттертвэйт. После 1931 года Проскурякова работала в музее волонтёром и так или иначе была допущена к снаряжению экспедиции.

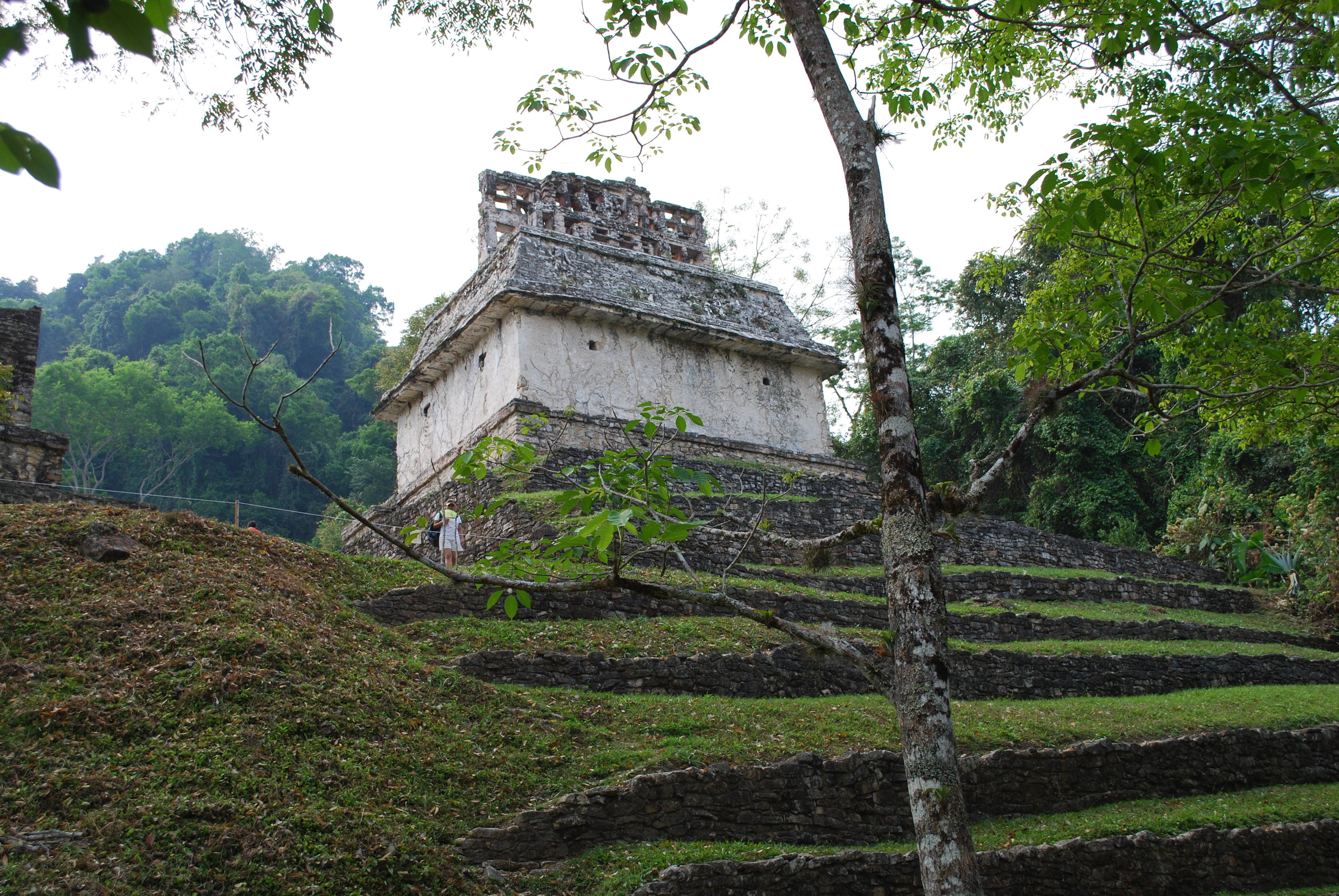
Храм Солнца в Паленке. Фото 2011 года

В 1936 году Саттертвэйт пригласил Т. Проскурякову участвовать в очередном сезоне раскопок в Пьедрас-Неграс в качестве рисовальщика. Институт оплачивал только переезд и проживание в экспедиции, жалованья не полагалось; для Татьяны важнейшей сложностью оказались расходы на экспедиционную одежду, которой пришлось обзаводиться за свой счёт. В те времена из-за отсутствия авиасообщения добираться до места раскопок было сложно. Археологи следовали поездом до Нового Орлеана, далее пароходом до Прогресо, вновь поездом от Мериды до Кампече, каботажной шхуной до Сьюдад-дель-Кармен и оттуда речным пароходом ещё 300 км по Усумасинте. В месте высадки — деревне Монте-Кристо — наняли караван мулов и двинулись в Паленке. Проскурякова в конце жизни утверждала, что увидев Храм Солнца в руинах древнего города, она осознала, что именно является делом всей её жизни. Далее через Теносике-де-Пино-Суарес караван выступил на Пьедрас-Неграс, до руин которого было ещё 64 км. Главной задачей экспедиции была расчистка и исследование основных построек, а также вывоз подходящих предметов — скульптур и стел — в музей. Экспедиция продолжалась 3 месяца, её участники жили в небольших хижинах под соломенными крышами, а самая большая из них служила столовой. Кухонную вахту несли по очереди, поскольку главной задачей была работа в руинах, на которую было мало времени. Проскурякова быстро доказала свою квалификацию: Саттервэйт утверждал, что один из холмов имеет естественное происхождение, Татьяна заявила ему, что это пирамида, к которой ведут лестницы со всех сторон света, — и оказалась права. Основной задачей Проскуряковой, кроме зарисовок, были обмеры зданий и скульптур. Здесь она убедилась, что лента измерительной рулетки из-за влажности растянулась, и пришлось потратить много времени для расчёта поправок. Как было принято в то время, Саттервэйт следил, чтобы участники экспедиции поддерживали должный внешний вид, а за ужином обязательными были строгие костюмы. Женщины — участницы экспедиции (второй была Пегги — супруга Саттервэйта) — носили длинные хлопковые платья. Пегги Саттервэйт была бухгалтером экспедиции и главным консерватором находок, тогда как Проскурякова несла и дополнительные бытовые обязанности: помогала жене начальника гладить его рубашки.
Проскурякову пригласили работать и в раскопочный сезон 1937 года; в этот раз до Кампече пришлось добираться на судне, перевозившем свиней. В те времена археологи, работавшие в Мексике, Гватемале и Гондурасе, составляли «братство», перемещались по местам исследований друг друга и обменивались мнениями. Татьяну отправили на раскопки проекта Института Карнеги в Юкатане, и она осмотрела руины Чичен-Ицы и Ушмаля. У неё ещё было время ловить насекомых, и среди выловленных ею 45 экземпляров по возвращении домой оказались не описанные ранее виды. В Филадельфии она вновь работала в студии миссис Синклер, и продолжала сотрудничать с Саттервэйтом; например, закончила генеральную карту раскопок в Пьедрас-Неграс. Эта работа привела к тому, что навыками Проскуряковой заинтересовался Сильванус Морли.

### Весна 1939 года в Копане

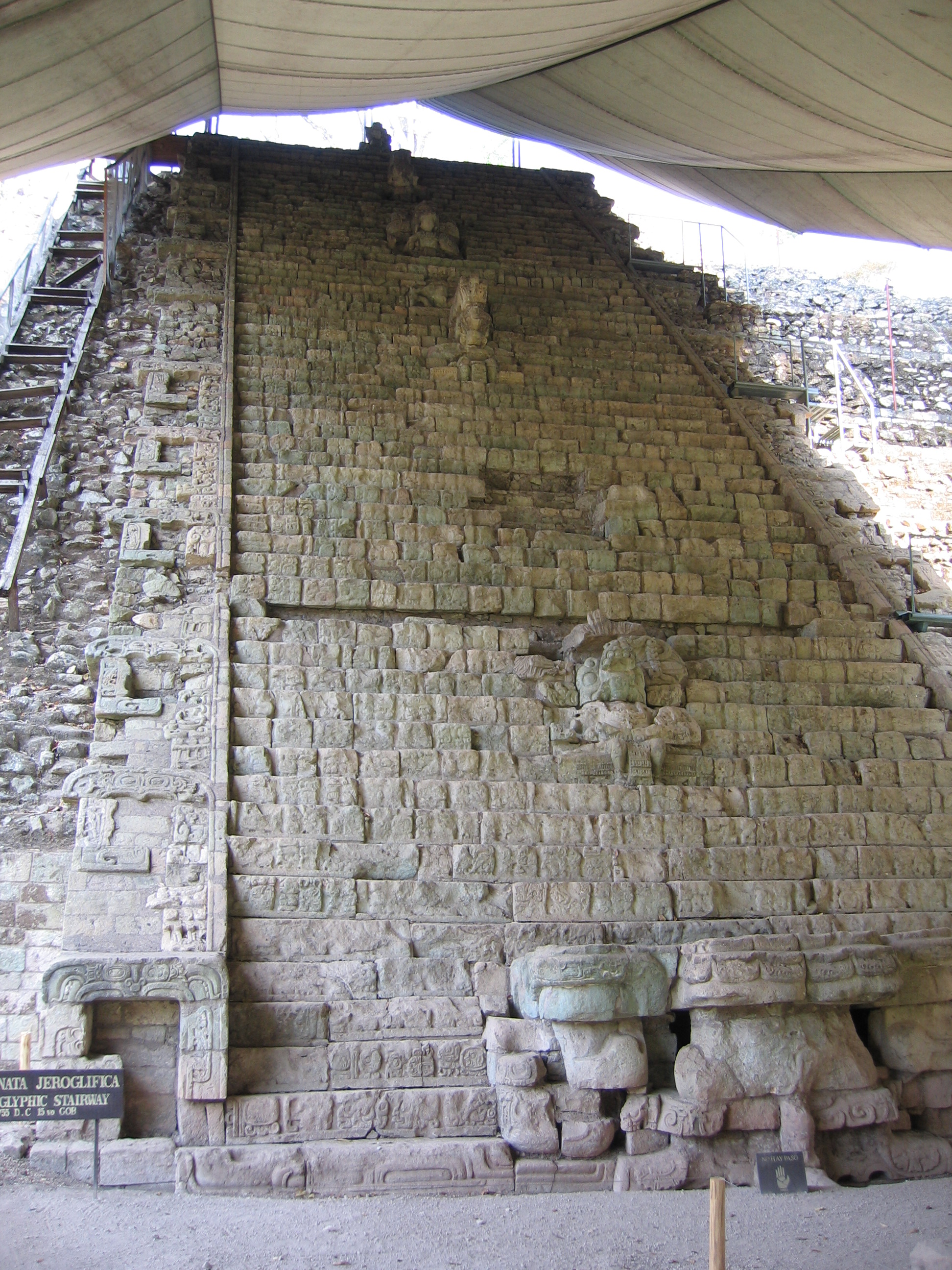
Иероглифическая лестница в Копане. Фото 2005 года

Сильванус Морли, удостоверившись, что Проскурякова способна к очень точным в научном отношении реконструкциям облика древних построек майя, в 1938 году предпринял попытку взять её в штат Института Карнеги. Хотя это не было предусмотрено бюджетом, Проскурякова была включена в состав археологической экспедиции в Копан. Для этого Морли на одном из благотворительных мероприятий собрал 500 долларов, необходимых для участия Татьяны. Исторический отдел Института Карнеги располагался в Кембридже, штат Массачусетс; там Проскурякову взял под опеку Альфред Винсент Киддер. Директор Копанского проекта — норвежский археолог Густав Стрёмсвик — согласился на участие Татьяны Авенировны, однако ей предстояло добираться до места раскопок самостоятельно. Киддер предложил Проскуряковой добраться до Гватемалы проверенным путём — пароходом United Fruit Company (через Пуэрто-Барриос), а на месте зафрахтовать самолёт до раскопок. Вдобавок, таким образом она могла посетить руины Киригуа, что считал полезным Морли. 13 февраля 1939 года Проскурякова взошла на борт парохода «Сан-Хиль». В Пуэрто-Барриос прибыли через неделю, 20 февраля, здесь Проскурякову задержали пограничники, поскольку она везла по просьбе Стрёмсвика запас баллончиков для приготовления газированной воды. Когда недоразумение было выяснено, таможня конфисковала все её запасы сигарет. До Киригуа удалось добраться безо всякого труда, поскольку древний город располагался в центре банановой плантации, которой управляла чета американцев — Эд и Ванда Кларк. Далее Татьяна передвигалась на попутках по очень плохим дорогам вплоть до побережья Мотагуа. Там её должны были встретить посланцы Стрёмсвика и на мулах доставить на место раскопок. Экспедиционная база расположилась в деревне Копан близ древних руин, а штаб-квартира помещалась в усадьбе дона Хуана Куэваса — главного местного авторитета. В тот сезон раскопками руководили, кроме начальника-норвежца, ещё специалист по керамике Джон Лонгйир и археолог Стэнли Боггс.

Густав Стрёмсвик на раскопках в Чичен-Ице в 1932 году. Фото Сигвальда Линне

Татьяна Проскурякова приступила к обследованию и обмеру памятников уже на следующий день после прибытия. Первым её объектом стала площадка для священной игры в мяч. Вскоре начались трения в отношениях со Стрёмсвиком: начальник злоупотреблял алкоголем, и встречал «в штыки» любые предложения Проскуряковой. Она нашла способ ему отплатить: однажды, после субботней игры в покер, сопровождавшейся обильной выпивкой, Татьяну настолько разозлил храп её коллег, что она запустила в хижину Стрёмсвика попугая, который стал щипать его за усы. Далее у Татьяны Авенировны начались приступы малярии, которые не способствовали хорошему настроению и взаимопониманию в коллективе. Проскурякова установила доверительные отношения с энтомологом Агуэстом из Университета Юты и Джорджем Рузвельтом, — представителем известного семейства, который отправился в Гондурас из любопытства. Оба не входили в состав экспедиции Института Карнеги. Несмотря на болезни и конфликты, весь март Проскурякова занималась «Иероглифической лестницей» — весьма примечательным памятником, который следовало реконструировать и спасти от повреждений, атмосферных осадков и грунтовых вод. В апреле с инспекцией прибыл Альфред Киддер, его сопровождала специалист-археолог Анна Шепард. Проскурякова и Шепард сошлись: обеих объединяло происхождение (отцы были химиками), обе были женщинами-археологами, всецело поглощёнными своими занятиями, которые могли отнимать до 16 часов в сутки. В конце сезона Анна и Татьяна решили возвращаться в Гватемалу совместно, посетив ещё раз Киригуа. В Гватемале Проскурякова излечилась от лихорадки, и в течение недели вместе с А. Шепард совершала экскурсии по разным археологическим памятникам. 8 мая Проскурякова поднялась на борт парохода «Кастильо».

## В Институте Карнеги (1939—1958)

### Полевые сезоны 1939—1943 годов
Летом 1939 года, пройдя акклиматизацию, Проскурякова съехала из родительского дома и обосновалась в Кембридже, где работала по договорам с Институтом Карнеги. Когда Татьяна попыталась зарегистрироваться в качестве избирателя, в комиссии потребовали документ о натурализации её отца, брачное свидетельство родителей, и многое другое. Дневниковые записи полны негодования по адресу бюрократов. С. Морли рассчитывал занять её в Вашактуне в ноябре-декабре того же года, а затем перебросить в Чичен-Ицу. Тогда же Татьяна регулярно стала вести дневник, в котором немалое место занимают события начавшейся Второй мировой войны; она рассуждала, что будет, если СССР придётся воевать с Америкой. К тому времени в США вернулись Стрёмсвик и Стэнли Боггс, с которыми Проскурякова общалась чаще всего. По-видимому, Стрёмсвик испытывал к Татьяне романтические чувства, но отношения не приносили обоим радости; вдобавок, Густав пил. Тем не менее однажды она представила его своим родителям. Времени хватало также на чтение: помимо профессиональной литературы по майянистике, Проскурякова любила Стейнбека и Конрада. Одновременно шли переговоры о вступлении Проскуряковой в штат Института Карнеги как архитектора-рисовальщика с годовой зарплатой в 1500 долларов. В середине октября 1939 года Татьяна провела отпуск в Филадельфии с семьёй, попутно занимаясь с Саттервэйтом по специальности «Археология Центральной Америки», курсовые проекты предстояло делать в Кембридже в свободное время.

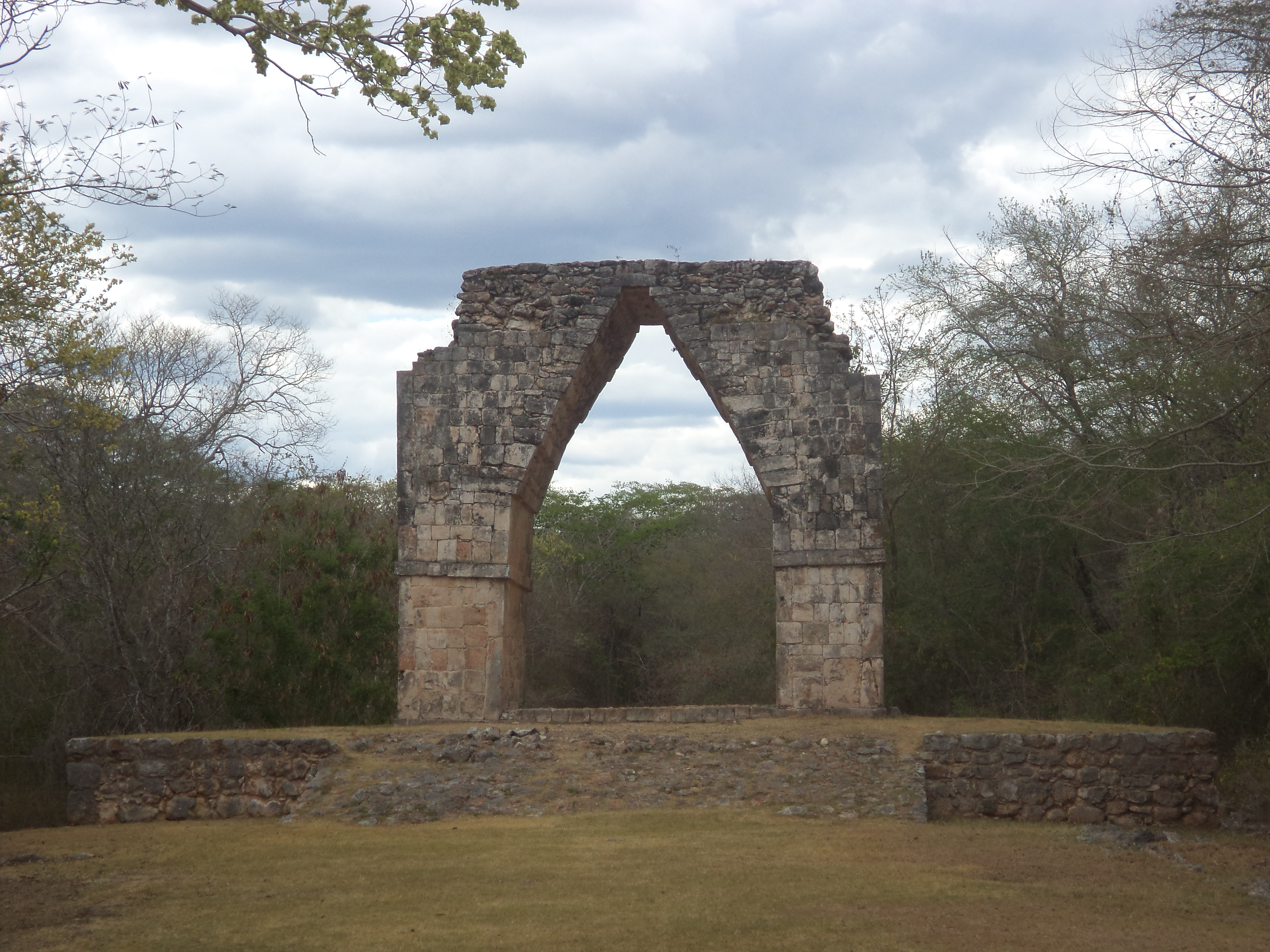
Арка в Кабахе. Фото 2015 года

В феврале 1940 года Проскурякова прибыла на раскопки Морли в Чичен-Ицу. Экспедиция базировалась в асьенде, которая принадлежала археологам ещё с 1924 года; начальник старался поддерживать претензии на аристократизм, и каждый вечер устраивался ужин (в команду входил повар-кореец), на который следовало приходить в вечернем платье. Однако основная часть проекта Института Карнеги к 1940 году была завершена, поэтому на руинах работали только трое американцев: сам Морли, его жена Фрэнсис и Татьяна. Главной задачей Проскуряковой было реконструировать здания северной части городища, а также священный сенот. Один из пейзажей потом был опубликован в альбоме «Архитектура майя». Далее Морли и Проскурякова посетили Мериду и Ушмаль, где также требовалось зарисовать внешний облик построек и реконструировать его. Здесь Проскурякова познакомилась с мексиканским археологом Эктором Арана, который возил её в течение мая в Кабах, Сайиль и Лабну. После возвращения Проскурякова навестила родных в Филадельфии: сестра Ксения вместе с мужем и детьми переезжала в штат Нью-Йорк. В 1941 году Татьяна решила, что должна разобраться с календарём и письменностью майя, главным её пособием стало издание «Сообщение о делах в Юкатане» Диего де Ланда в переводе Тоззера, снабжённое обширными комментариями. С этого времени предметом её главного научного интереса стали Дрезденский кодекс и надписи на притолоках и стелах 1 и 3 из Пьедрас-Неграс. Однако её первая статья вышла в свет только в 1944 году и была посвящена идентификации нефритовых изделий из находок в Пьедрас-Неграс. Весной 1941 года родители Татьяны покинули Филадельфию, поскольку Авенира назначили контролёром за качеством боеприпасов фирмы Day and Zimmermann в Берлингтоне, штат Айова; Алла устроилась врачом. В дневнике были отмечены проводы и разбор имущества, сопровождаемые следующей сентенцией: «я сожалею не об утратах, а о том, что терять почти и нечего…». Из семейных реликвий она забрала два ящика русских книг и семейные фотографии, многие — ещё времён Томска. Одиночество подтолкнуло её посещать собрания квакеров, однако и это учение не слишком её устраивало. Депрессия усилилась после госпитализации отца в ноябре 1941 года и известий об атаке на Перл-Харбор. Проскурякова жаловалась в дневнике, что надежды обрести круг единомышленников и избавиться от одиночества в Кембридже оказались тщетными.
Большинство коллег Проскуряковой смогли совмещать свои интересы к доколумбовой археологии с патриотическим долгом. Работа археологов была удобным прикрытием для разведывательных операций, Лонгйир устроился в радарную лабораторию, Стрёмсвик нанялся в английский военный флот и участвовал в высадке в Нормандии, археолог Эдвин Шук заготавливал хинин для армии. Осенью 1942 года пришли известия о кончине Авенира Проскурякова в Айове. Татьяна после этого стала усердно заниматься музыкой: фортепиано предоставила её подруга Хелен Хейл. Поскольку археологические экспедиции прервались, работая в офисе, Проскурякова подготовила альбом из 34 панорамных реконструкций памятников майя с собственными комментариями, в которых раскрывался метод реконструкции и указывалась её достоверность. Идею этого проекта выдвинул С. Морли ещё до войны, и работа над альбомом стала важной вехой в превращении Татьяны Проскуряковой в профессионального майяниста.
В 1943 году овдовевшая Алла Проскурякова вернулась из Айовы в Филадельфию. Татьяна хотела, чтобы мать поселилась в Кембридже, и даже рассматривала вопрос о её трудоустройстве, подав документы в Комитет штата Массачусетс по здравоохранению. Оказалось, что подтвердить диплом Томского университета не представляется возможным, несмотря на союзные отношения СССР и США.

### Археологические экспедиции 1944—1947 годов

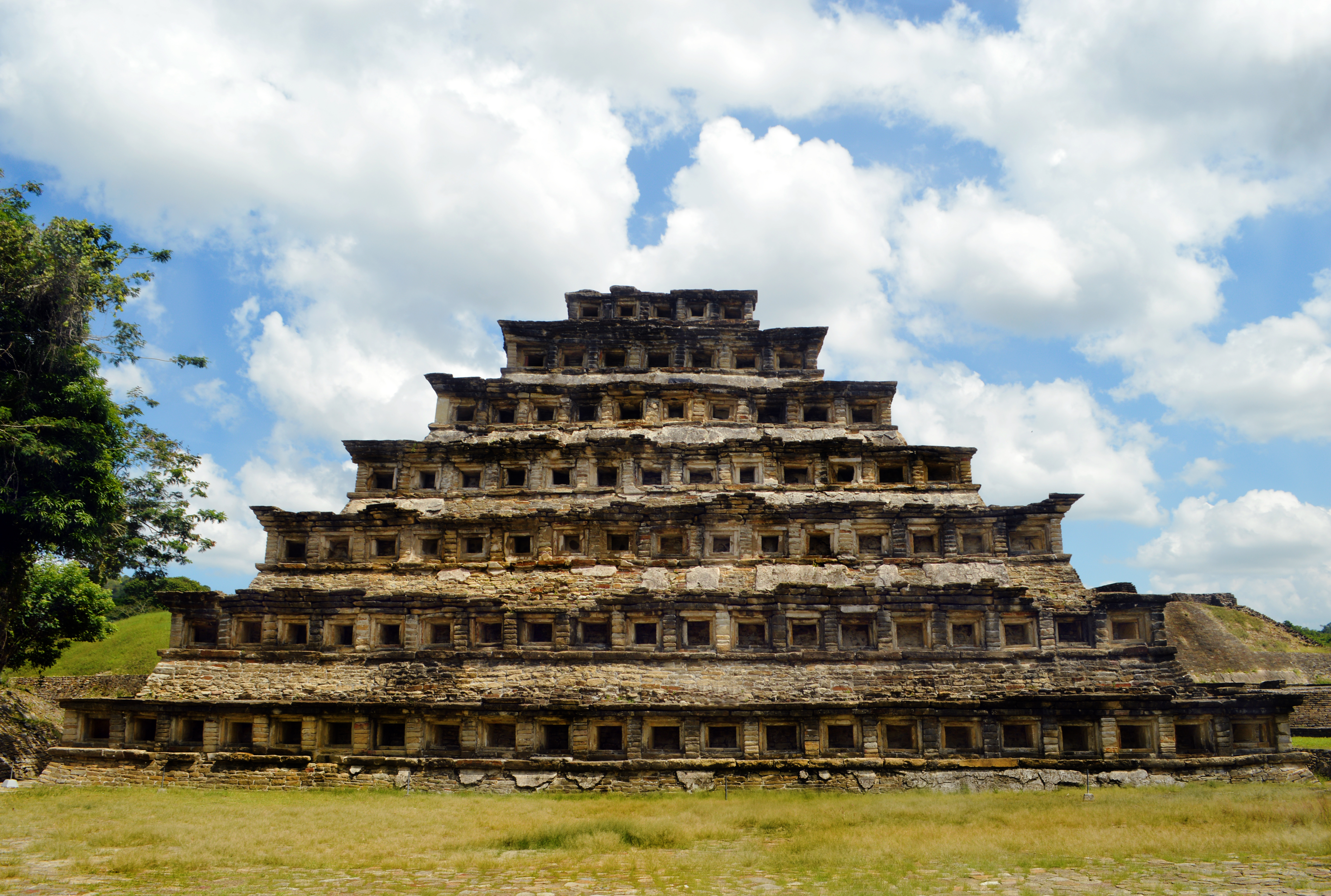
Пирамида в Эль-Тахине

В 1944 году отделу истории Института Карнеги угрожало сокращение бюджета, поскольку экспедиции не проводились, а большинство сотрудников были на фронте. Альфред Киддер в этих условиях предложил осваивать бюджет Проскуряковой, чтобы она осуществила большую комплексную разведку основных археологических памятников Центральной Америки, а не одной только зоны майя, и не экономила. К тому времени, она была освобождена от обязанностей штатного рисовальщика, и могла полностью посвятить себя собственным планам. Киддер взял за основу новый проект Проскуряковой: она стала сопоставлять даты на памятниках с их стилевыми особенностями, чтобы разработать набор критериев для датировки вновь найденных объектов. Изначально это также была идея Сильвануса Морли, высказанная во время очередного спора с Татьяной. В поездку в Мексику её должны были сопровождать сам Киддер и профессор геологии из Гарварда Кирк Брайан. Возникавшие сложности были главным образом политического характера: из-за революций из маршрута пришлось исключить Сальвадор и Гондурас, в Гватемале после революции 20 октября 1944 года обстановка более или менее стабилизировалась. Отчасти задержала Проскурякову и необходимость иммунизации против тифа и кишечных инфекций, которая на некоторое время уложила её в постель.
Экспедиция Татьяны Проскуряковой началась 29 января 1945 года в Новом Орлеане, из которого она вылетела в Гватемалу. Первым пунктом назначения был Каминальуйю, который был главным предметом интереса Киддера. Далее ей предстояло посетить плантации хинина Finca Porvenir, у западной границы Гватемалы; сопровождающим вызвался быть Лэдьярд Смит, один из штатных археологов Института Карнеги, с которым Татьяна была знакома по раскопкам 1937 года в Пьедрас-Неграс. В тот период он работал на ФБР, но об этом стало известно гораздо позднее. Следующим пунктом были горные городища Эль-Киче и Уэуэтенанго: здесь следовало определить наиболее перспективные для будущих раскопок места. Далее она посетила озеро Атитлан, где встречалась с другими американскими археологами. Поскольку оформление документов для посещения Чьяпаса чрезмерно затянулось, Проскурякова вылетела прямо в Монте-Альбан. Пробыв там 4 дня и составив план городища, исследовательница на машине отправилась в руины Митлы. Поскольку железнодорожное сообщение между Оахакой и Мехико было прервано, пришлось добираться автобусом через Пуэблу и Чолулу. В последней строился новый городской музей. Главным знакомством в столице Мексики оказался Альфонсо Касо, который оказал Проскуряковой всяческое содействие. Касо познакомил Татьяну с датчанкой Бодиль Кристенсен, которая в тот период занималась исследованием традиционных верований и ремёсел индейцев Центральной Мексики. С Кристенсен Проскурякова отправилась в Веракрус и к руинам Эль-Тахина, где располагалась ванильная плантация знакомых Б. Кристенсен. К руинам пришлось добираться на мулах. Напряжённый график работ в горной местности (Проскурякова посетила также Тулу, Теотиуакан и Малиналько) привёл к тому, что исследовательница заболела в марте бронхитом.

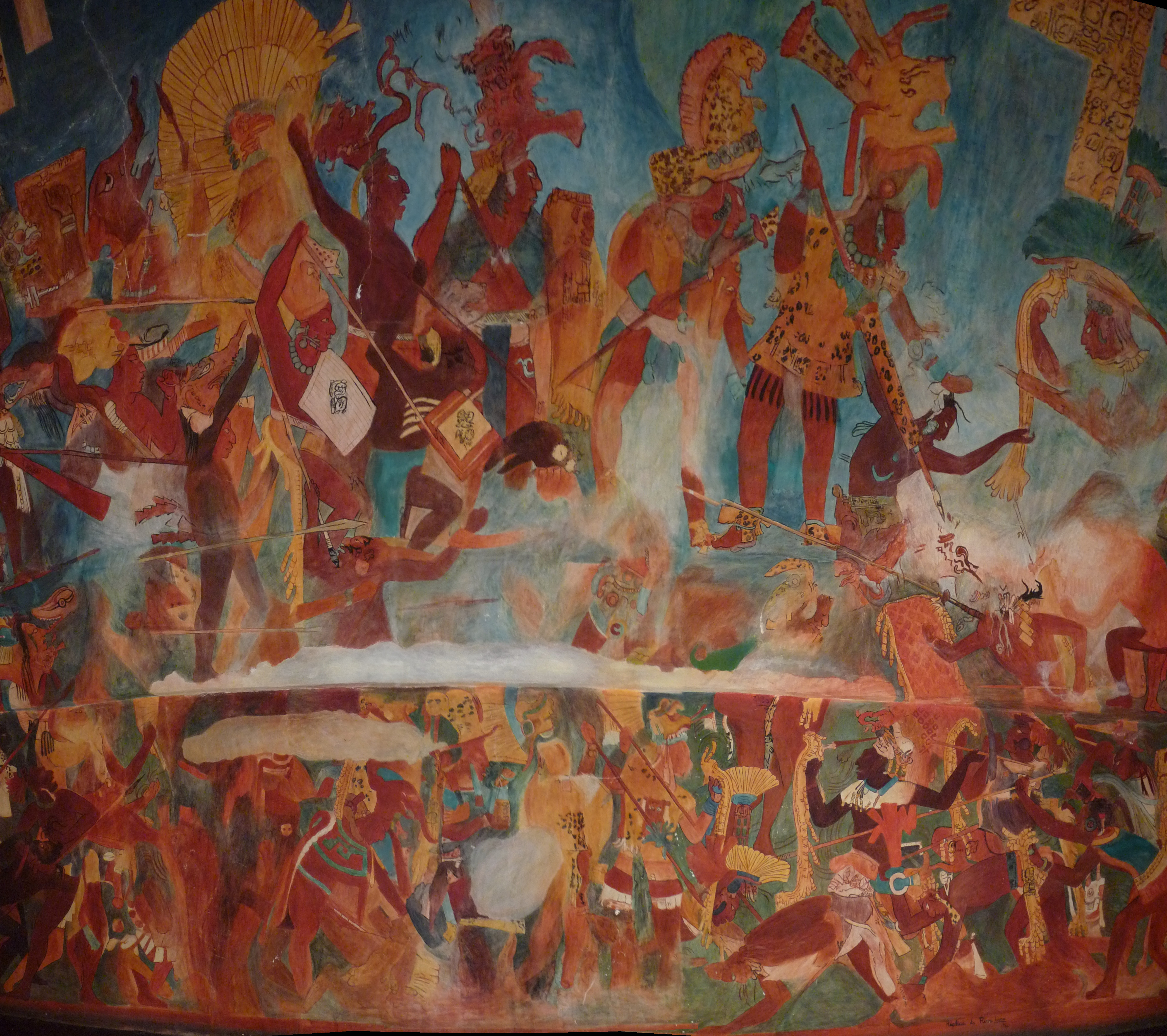
Репродукция военной сцены на фреске из Бонампака

После возвращения в Кембридж Проскурякова смогла вернуться к работе с коллегами Руппертом и Поллоком, которые демобилизовались с европейского театра военных действий. Примечательно, что в дневнике исследовательницы нет записей о ядерных испытаниях в Аламогордо и бомбардировке Хиросимы и Нагасаки, хотя она живо интересовалась политическими новостями. Основными её заботами в 1945—1946 годах была верификация метода датировки памятников майя по стилю изобразительного искусства. Политика главы Института Карнеги — Вэнивара Буша — фактически вела к закрытию археологического направления, и попытка «достучаться» до руководства оказалась безрезультатной. Однако в 1946 году произошла сенсация: фотограф и оператор Джайлс Хили случайно обнаружил в восточном Чьяпасе городище Бонампак, в одном из храмов которого сохранились майяские фрески. Их содержание — кровавые битвы и не менее кровавые жертвоприношения — опровергало сложившийся в науке миф о мирной цивилизации, управляемой жрецами-астрономами. Состояние здоровья не позволило Проскуряковой посетить место находок, туда отправились Г. Стрёмсвик и Э. Томпсон; хотя Татьяну включили в соавторы публикации.
В 1947 году Проскурякова отправилась на полевые исследования через Мериду, куда взяла с собой мать; её разместили на асьенде С. Морли, который постоянно жил на Юкатане. Во время визита в Ушмаль удалось обнаружить незамеченные ранее надписи. Следующими пунктами назначения были Гватемала и озеро Атитлан, Антигуа-Гватемала и руины Киригуа. Основная часть заданий Проскуряковой касалась горной зоны департаментов Уэуэтенанго, Баха-Верапас и Киче. С февраля по апрель Лейярд и Проскурякова обследовали 12 археологических пунктов, до которых иногда приходилось добираться верхом по бездорожью. За время экспедиции Проскурякова сильно улучшила свой разговорный испанский, а также купила индейский ткацкий станок и брала у туземных мастериц уроки ремесла. Территорию Сальвадора посетить так и не удалось, а из-за эпидемии кори экспедиция была прервана.
В ноябре 1947 года Татьяна Проскурякова окончила черновой вариант своей первой монографии о скульптуре майя, которую сочла «сырой», о чём содержится много записей в дневнике. В январе 1948 года рукопись была передана на рецензию Джону Эрику Томпсону, который в то время считался крупнейшим мировым авторитетом в майянистике, и имел постоянную ставку в Институте Карнеги. Проскурякова уже получила опыт работы с ним, когда готовила статью о календаре майя, вышедшую в соавторстве. Э. Шук вообще называл Томпсона «высокомерным и эгоистичным». Тем не менее монографию он одобрил; тогда как А. Киддер включил работу Проскуряковой в годовой отчёт своего отдела как крупное достижение. Работа, даже не изданная (она включала альбом иллюстраций-реконструкций, выполненных при помощи рисовальщицы Кисы Ногути-Сасаки), заметно повысила статус Проскуряковой в институте. Она вела прежний образ жизни: общалась с коллегами Карлом Руппертом и Лэдьярдом Смитом, посещала киносеансы и театральные представления. Отношения со Смитом могли перерасти из дружеских в семейные, однако в результате ни к чему не привели; хотя окружающие явно подталкивали Татьяну к вступлению в брак. Л. Смит позднее женился на журналисте Кэтрин Меллон, которая вела собственную колонку в газете «New York World-Telegram», и отказалась от карьеры ради семьи. Подавленность Проскуряковой усилила кончина С. Морли 2 сентября 1948 года, который сыграл главную роль в превращении её в профессионального индеаниста. В 1948—1949 годах она дважды подолгу жила в семье сестры, обосновавшейся в Портленде, навестила мать в Филадельфии, посетила Чикагский институт искусств и совершила путешествие по Трансканадской железной дороге. Татьяна возобновила знакомство со школьной подругой — Джозефиной Саддардс, — дети её воспринимали Проскурякову как родственницу и даже использовали её прозвище «Герцогиня».

### Майяпанский проект (1950—1958)

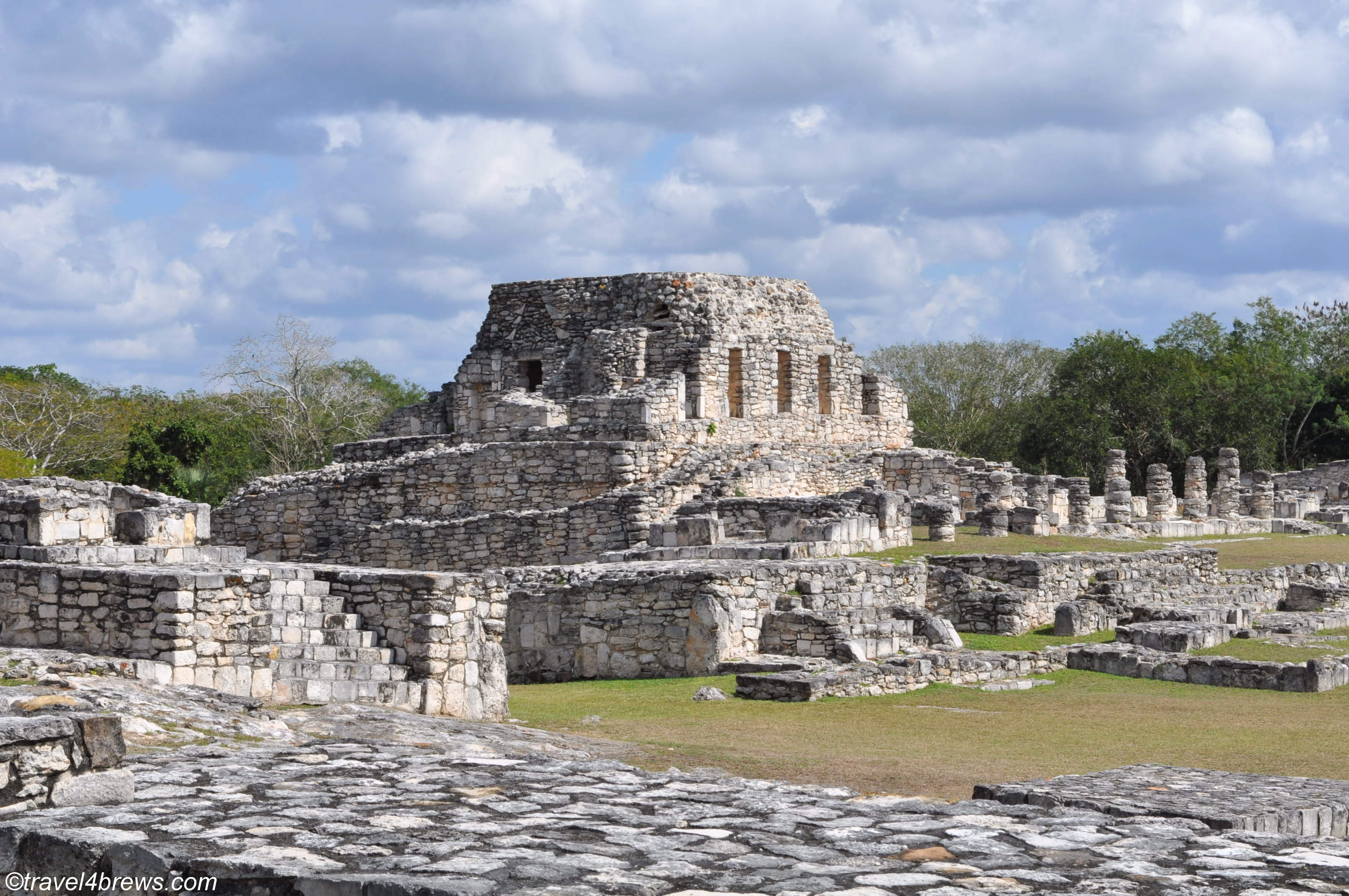
Развалины Майяпана в 2017 году

Летом 1949 года Проскурякова вылетела в Мехико, рассчитывая на месте пообщаться с археологами и начать новый проект. Она встречалась с коллегами в Музее антропологии и с Бодиль Кристенсен, совершила поездки в Теотиуакан и Эль-Тахин. Она осмотрела несколько частных коллекций индейского искусства, но, в общем, пришла к выводу, что поездка была неудачной, поскольку могла привести к «игре на чужом поле». Вдобавок, она заболела простудой и дизентерией. После возвращения в Кембридж, она стала больше интересоваться политикой, вступила в Союз гражданских свобод Массачусетса и даже посетила лекцию Александра Керенского, которого обозначила в дневнике как «глубоко трагическую фигуру». Работа не шла; некоторой компенсацией стала разработка дизайна медали имени А. Киддера, вручаемой за достижения в области американской археологии. Гонорар за неё составил 300 долларов. Во время отпуска 1951 года Проскурякова отправилась в Майами-Бич, где обосновались друзья её детства — эмигранты первой волны Полевицкие. Глава семейства был успешным архитектором, который специализировался на зданиях отелей. Из Майами она вылетела в Мериду — начиналось исследование Майяпана. Это было последнее предприятие археологического отдела Института Карнеги: начальство удалось убедить, что необходимо комплексное изучение какого-либо археологического объекта на севере Юкатана, который непрерывно существовал от древнейшего периода до времён Колумба. Впрочем, до начала работ Проскурякова вместе с Э. Шуком разбирали накопившиеся за годы раскопок находки, упакованные в 500 ящиков, хранившихся на асьенде за городом. По соглашению с мексиканскими властями, было решено наиболее примечательные образцы передать в музей Мериды. Далее прибыл Г. Стрёмсвик, которому предстояло обустроить экспедиционную базу в деревне Тельчакийо, в получасе езды от города.
В сезон 1951 года Проскурякова была приглашена на международную конференцию в Халапу; в этой поездке её сопровождали мать и подруга — Е. Зворыкина. Далее все поехали в Оахаку, в которой Татьяна познакомилась с Мигелем Коваррубиасом. Обратно в США вернулись на поезде. С матерью же Проскурякова провела Рождество, хотя из писем Аллы Проскуряковой следует, что Татьяна много работала с филадельфийской Ассоциацией развития науки и с городскими антропологами, — будущее проекта Карнеги было под большим вопросом; для 18 коллег пришлось устроить коктейль-пати, что было нелегко в двухкомнатной квартире. Шансом продолжить раскопки была кооперация с Тулейнским университетом. Проскурякова и Поллок договорились с директором университетского Института Центральной Америки Робертом Уочопом, и прямо из Нового Орлеана вылетели в Мериду. Только с этого года началась непосредственная работа на руинах Майяпана. Проскурякова понимала, что чёткого плана работы нет, она разрывалась между раскопками и работами по обмеру зданий и скульптур; впервые также занялась изучением юкатекского языка с местными жителями. Ещё феврале 1952 года пришли известия о болезни матери, по-прежнему жившей в Филадельфии. У неё была обнаружена опухоль мозга; Аллу прооперировали, но до конца удалить опухоль не удалось. Мать приютило семейство Ксении Проскуряковой, жившее тогда в Орегоне; к ним из Юкатана срочно вылетела и Татьяна. После шести недель заботы о матери она вернулась в Мериду, но после окончания полевого сезона вновь отправилась в Орегон. Состояние Аллы ухудшалось, и 27 июля 1952 года её не стало. Вернувшись в Филадельфию, Татьяна разобрала вещи матери и написала завещание на сестру Ксению; после этого она почти 20 лет не посещала этот город.

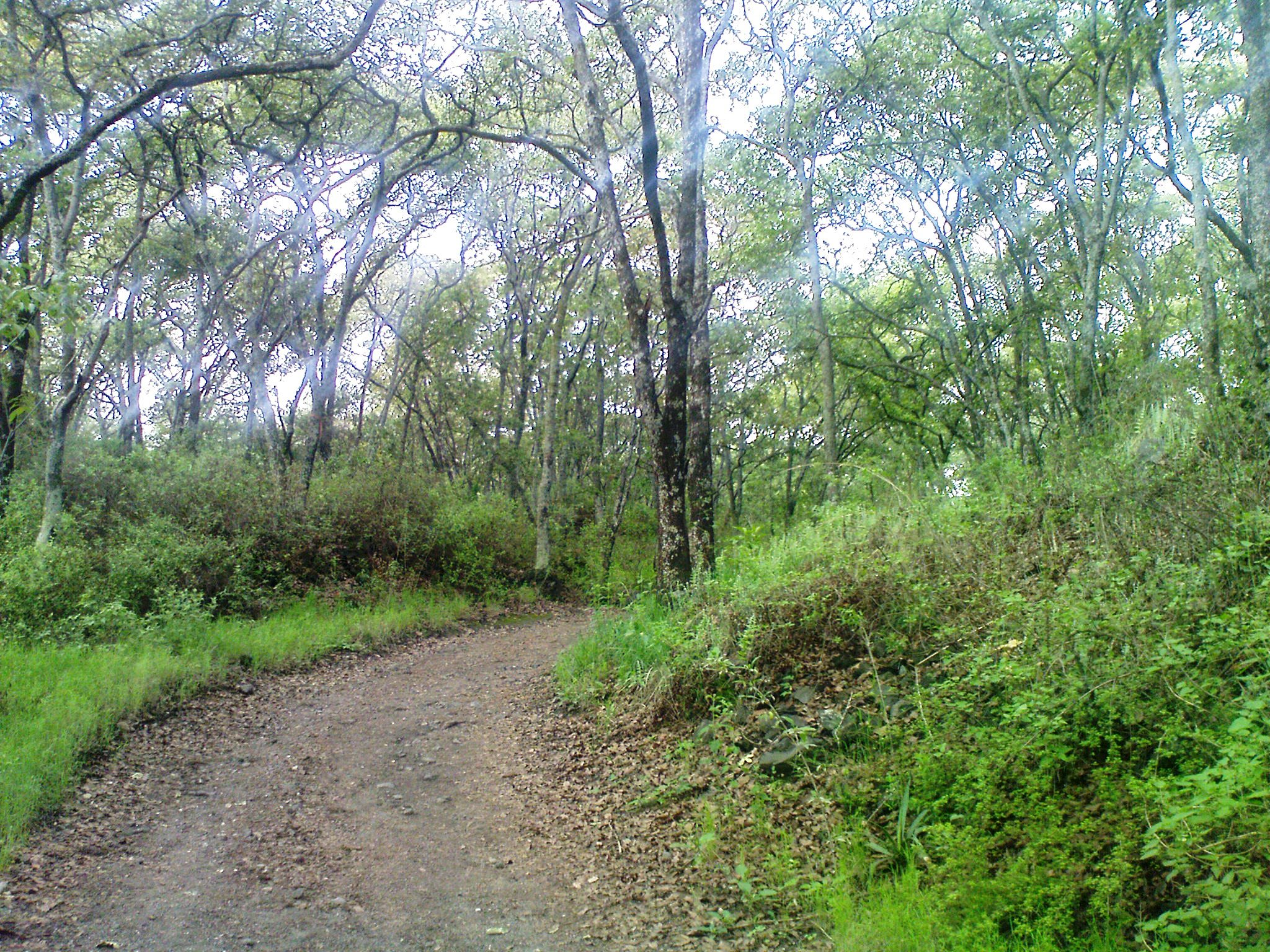
По аналогичным дорогам участникам экспедиции Института Карнеги приходилось добираться до раскопок

После смерти матери Проскурякова погрузилась в научную работу, готовя статью о сохранении счёта по катунам в колониальную эпоху, и вторую — о скульптуре Веракруса. В сезон 1953 года удалось возобновить работу в Майяпане, хотя место раскопок и дорога к ним были затоплены тропическими ливнями. Главной задачей Татьяны вновь были измерения зданий, к расчистке которых удалось приступить, и составление масштабной карты центра древнего города. Её ассистентом был 16-летний Бернардино Эуан, из местных майя, в общении с которым Проскурякова быстро прогрессировала в разговорном юкатекском языке. Бездетная Проскурякова привязалась к молодому человеку, и помогла ему получить образование в Мериде, где он позднее открыл магазин. Ещё в 1981 году они переписывались, и Эуан предлагал прислать в США свою дочь, чтобы она ухаживала за Татьяной. Тяжёлую работу на жаре — с шести часов утра — разряжало неформальное общение по вечерам, а также игры в софтбол и бейсбол между командами археологов и местных жителей. В сезон 1955 года археологи даже сумели заказать комплект бейсбольной формы для команды местных индейцев, которая называлась Reyes de Mayapán («Майяпанские цари»).
В сезон 1954 года вновь встал вопрос о ликвидации отдела археологии в Институте Карнеги. Начальство выделило финансирование на Майяпанский проект до 1958 года, причём Э. Шук покинул его и возглавил раскопки Пенсильванского университета в Тикале. Проскуряковой в эти годы так и не удалось разработать собственный проект. Тем не менее она стремилась популяризировать майяпанские раскопки, опубликовав несколько популярных статей, однако общавшиеся с ней в 1955—1958 годах молодые коллеги утверждали, что Татьяна была подавлена. Окончательный отчёт по Майяпану увидел свет в 1962 году, но к тому времени Проскурякова перешла на новое место. Также в 1954 году Проскурякова переехала в новую квартиру в Кембридже, в доме XIX века близ Гарвард-сквер, в которой жила до конца жизни. После смерти матери она пережила бурный роман с Гарри Поллоком, своим непосредственным начальником, — женатым человеком, переживавшим «кризис среднего возраста». Густав Стрёмсвик, после завершения 30-летней карьеры археолога, вернулся в Норвегию, где строил парусные яхты; периодически он переписывался с Татьяной. Проскурякова во второй половине 1950-х годов в основном общалась со своими соседками — женщинами, среди которых были домохозяйки, её квартирная хозяйка — педагог Марта Тэйлор, и антрополог Кора Дю Буа, первая женщина в департаменте антропологии Гарвардского университета. Хотя племянница Проскуряковой после её смерти и утверждала, что в этой среде процветали лесбийские отношения, биограф Татьяны — Ч. Соломон, — считала, что это было для неё неприемлемым. Более того, Проскурякова по складу личности и характера была ярко выраженной одиночкой, и многие обыкновения друзей, особенно, семейных, её раздражали; это приводило к ссорам. По этой причине она так никогда и не вышла замуж, а сестра Ксения вообще однажды назвала её «бесполой».
В 1958 году Татьяна Проскурякова была приглашена на должность научного сотрудника в отдел искусства майя Музея археологии и этнологии Пибоди, и даже заявила, что это полностью отвечает всем её желаниям.

## Музей Пибоди и последние годы жизни (1958—1985)

### Эпиграфика майя. «Династическая гипотеза»

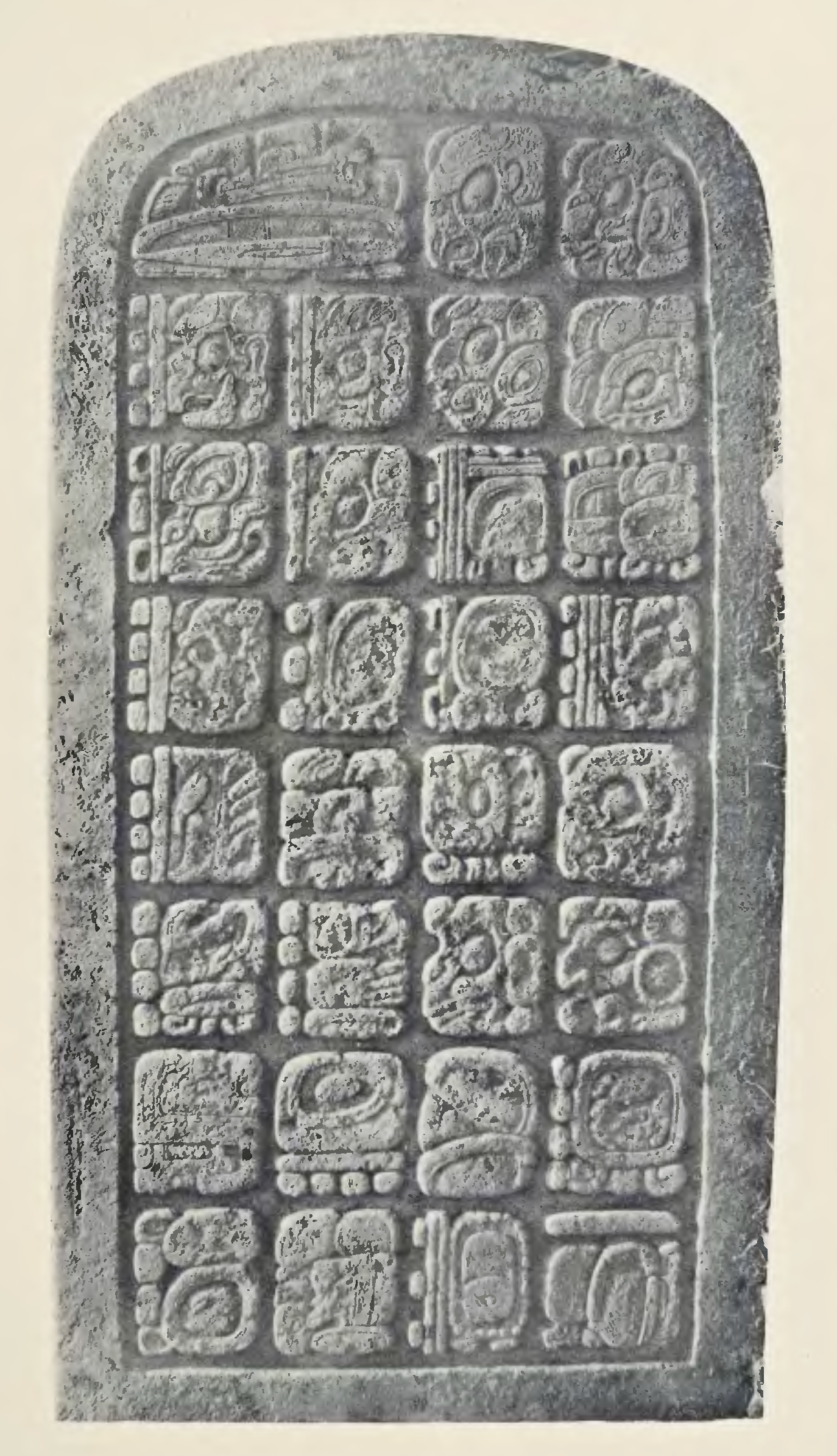
Стела 36 из Пьедрас-Неграс. Фото Теоберта Малера, 1901

После перехода на новое место работы, в 1958 году Татьяна Проскурякова смогла обратиться к исследованию иероглифических текстов, сопровождавших изображения из Пьедрас-Неграс, которые были предметом её первой публикации 15-летней давности. Это была так называемая «историческая гипотеза», обнародованная в 1960 году. Ранее в течение полувека майянисты поддерживали миф о цивилизации жрецов-астрономов, и даже такой авторитетный учёный как Эрик Томпсон прямо заявлял: «…охват тем в сохранившихся календарных записях, предназначенных для прорицаний, не является исчерпывающим; военное дело, рыбалка, строительство, рождение и женитьба здесь не представлены». Напротив, успешно применив структурный метод, Проскурякова доказала, что в текстах на стелах запечатлены события из жизни правителей, привязанных к жизненному циклу отдельного человека. Майянист Аризонского университета Патрик Кэлберт отметил, что после первой публикации 1960 года на тему исторического содержания текстов майя, даже не было особенных протестов в среде коллег Проскуряковой, и новая теория быстро завоевала прочные позиции. Перед тем, как отдать статью для публикации в American Antiquity, Проскурякова отправила частное письмо Э. Томпсону с подробным изложением своей аргументации. Переписке между двумя майянистами в 1958—1959 годах было посвящено отдельное исследование Карла Каллоуэя. Он отметил, что самым поразительным в этом обмене мнениями был факт, что Проскурякова не побоялась ступить в область, которую Томпсон к тому времени монополизировал. Майкл Ко не без иронии отмечал, что реакцию Томпсона можно назвать парадоксальной (ибо дешифровку Кнорозова он принципиально не признавал до самого конца жизни): «Татьяна хотя и была русской, но не представлялась „красной угрозой“».
В письме от 28 июля 1958 года Эрик Томпсон сопоставил хронологические выкладки Проскуряковой с циклами жизни и правления правителей ацтеков и английских монархов, поскольку ему показалось подозрительным долгоцарствие майяских царей. Письмо Томпсона 7 мая 1959 года содержало примечательное признание:

Это опровергает мою заветную теорию о том, что майя настолько превосходили всё остальное человечество, что запрещали наносить на стелы записи о своих войнах, триумфах и взаимоистреблениях.
Оригинальный текст (англ.)It will upset a cherished theory of mine that the Maya were so superior to the rest of mankind that they kept themselves out of the stelae, and forbore to record their wars, triumphs & extinctions!

К. Каллоуэй сравнивал структурную дешифровку династической последовательности классического периода с «Розеттским камнем» для майянистов. После фонетической дешифровки майяской иероглифики все предположения Проскуряковой полностью оправдались, и её работы стали фундаментом для исследования эпиграфики классической цивилизации майя. Немалую помощь Проскуряковой в её новой работе оказал также Генрих Берлин, с которым она была лично знакома со времени раскопок в Майяпане. Его работа, посвящённая иероглифам-эмблемам, обозначающим города и царства майя, была опубликована в 1958 году, и тематически была параллельна тематике Татьяны Авенировны. Г. Берлин также получил рукопись статьи Проскуряковой о династических последовательностях в Пьедрас-Неграс и полностью подтвердил правоту её гипотезы. Он также посоветовал ей искать в текстах точные даты смерти правителей, и Татьяне удалось это сделать. В этот же период в Гарвардском университете стал работать Дэвид Келли (его научным руководителем был А. Тоззер), который быстро нашёл общий язык с Проскуряковой. Именно Келли первым открыто оценил потенциал открытия Юрия Кнорозова, чья первая статья о фонетической дешифровке письма майя (на материале кодексов и юкатекского языка) была опубликована в 1952 году. Статью Кнорозова «Древняя письменность Центральной Америки» Проскурякова перевела ещё в 1953 году, но столкнулась с противодействием Томпсона, который расценивал советские открытия как «коммунистическую пропаганду»; публиковать их в США было невозможно. В её дневнике упоминается, что и в 1957 году она переводила статьи Кнорозова для Д. Келли. Однако сама Проскурякова не пыталась читать исследуемые ею иероглифические надписи, предпочитая выступать как историк искусства, использующий структурный метод. Более того, только в проблемном поле искусства майя она чувствовала себя уверенно, но при этом отличалась повышенной требовательностью, и никогда не публиковала статей, в выводах и аргументации которых не была уверена до конца. Через десять лет, в 1967 году, по просьбе Майкла Ко и его супруги Софии Добржанской, Проскурякова просмотрела выполненный ими перевод избранных глав книги Кнорозова «Письменность индейцев майя», и выступила редактором издания. Она, несомненно, стремилась сделать труды своего соотечественника доступными для западных исследователей.

### Проскурякова в 1960—1970-е годы

#### Археологические экспедиции

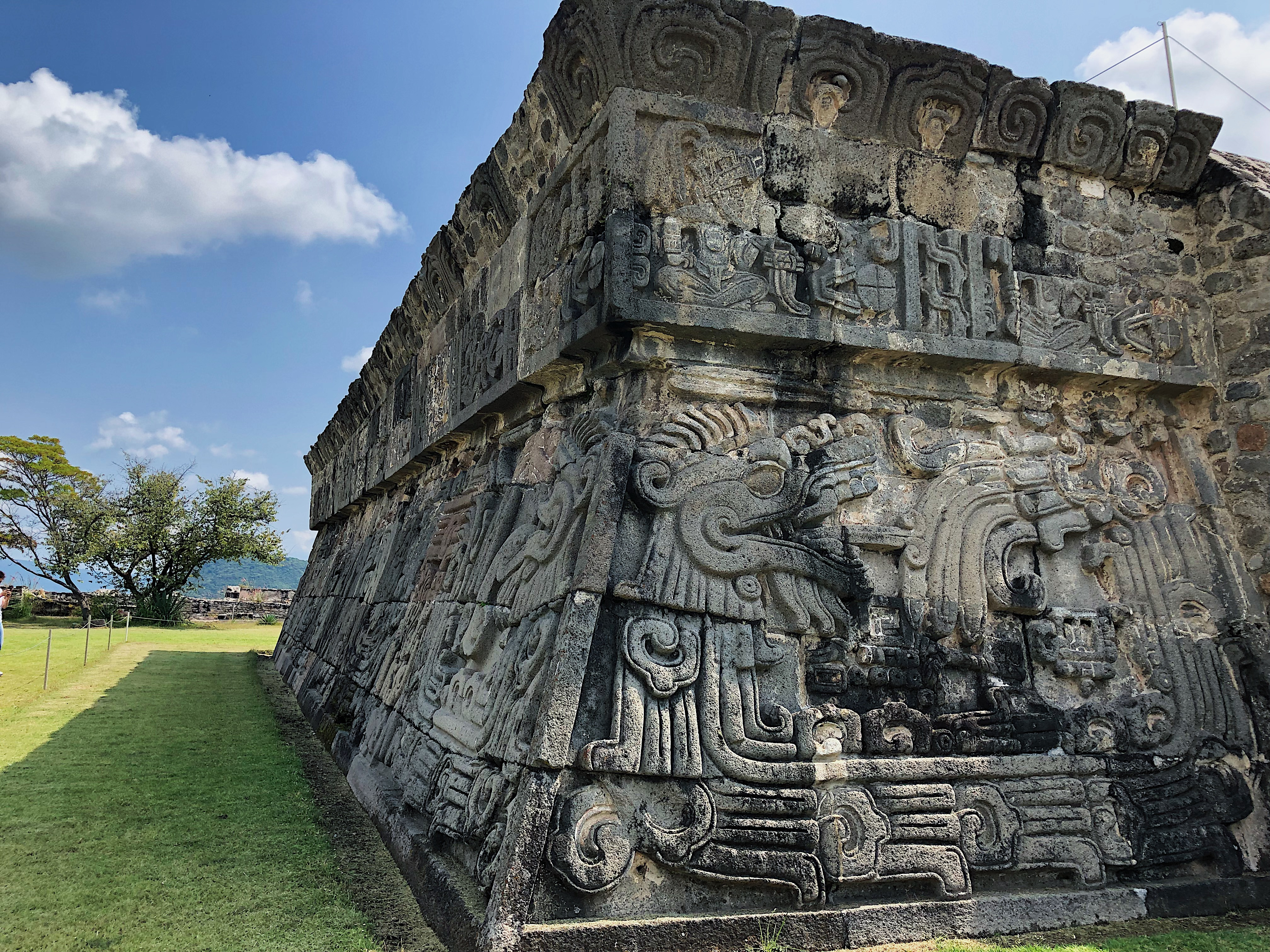
Храм Кецалькоатля в Шочикалько. Фото 2019 года

В 1959 году Татьяна Проскурякова совершила длительную поездку в Мексику, поскольку ей предложили обработать коллекцию керамики в музее Тустла-Гутьеррес. Впервые Татьяна столкнулась со своей известностью: о её визите писала пресса, хотя в дневнике она выражала недоумение, что её назвали полькой. В Мехико она встречалась с Генрихом Берлином и Брюсом Уорреном, который активно приглашал Проскурякову на мормонские религиозные собрания, которые сама она считала «невыносимо нудными», хотя и признавала Книгу Мормона «довольно занимательной». Следующую поездку в Мексику и Гватемалу Проскурякова предприняла в 1962 году, когда смогла посетить базу исследователей горных майя в Сан-Кристобаль-де-Лас-Касас и далее Каминальуйю. Здесь она познакомилась с вдовой Джорджа Оруэлла — Соней Питт-Риверс, хотя и не сошлась с нею характерами. При посещении мексиканской глубинки Проскурякова отметила в дневнике колоссальный разрыв между городским и сельским населением, а также полное отсутствие взаимопонимания между креолами и индейцами. Главной задачей Проскуряковой в 1962 году была классификация находок из Хайны, обработка которых заняла много месяцев. В Мехико Проскурякова общалась, главным образом, с Альберто Русом Луилье, Г. Берлином и Кармен Кук. Рус Луилье с женой сопровождали Проскурякову на раскопки в Шочикалько. Однако поездка в Гватемалу оказалась неудачной из-за гражданской войны, тем не менее Проскурякова рискнула посетить раскопки в Тикале, которые велись с 1955 года. Регион Петена Проскурякова посещала также в 1965 году, когда она работала в Сейбале и Алтар де Сакрифисьос на раскопках от Музея Пибоди. В Сейбале Проскурякова занималась живописной реконструкцией лепного фриза постройки А-III. Здесь же состоялось знакомство с Ианом Грэмом, который впоследствии стал не только коллегой, но и другом.
В основном в 1960—1970-е годы Проскурякова занималась кабинетной работой в Музее Пибоди, в подвальном помещении, где ей разрешали курить. Основной задачей Татьяны Авенировны был разбор и классификация находок из Священного сенота, нефритовые изделия из которых были совершенно неизвестны. Проскурякова впервые в жизни стала консультировать и осуществлять научное руководство над аспирантами и молодыми исследователями, сначала — на неформальной основе.
В 1962 году за совокупность научных заслуг Проскурякова была награждена медалью Альфреда Киддера, разработкой дизайна которой когда-то занималась. Она стала пятой из награждённых. В том же году она впервые посетила Европу, получив приглашение на международную конференцию, посвящённую развитию цивилизации майя, проводимую в Бург-Вартенштайн, в Австрии. Это был первый международный семинар, который должен был объединить всех крупнейших исследователей майя, однако на нём не смог присутствовать Юрий Кнорозов, который уже в то время сделался «невыездным». Незадолго до отъезда, Проскурякова попала в ДТП, но сумела восстановиться. В результате в семинаре участвовали всего 11 человек, которые могли глубоко обсуждать любые интересующие их проблемы; Проскурякова писала сестре, что этот формат гораздо предпочтительнее многолюдных конференций, на которых невозможно прослушать все привлекшие внимание доклады и пообщаться с кем пожелаешь. После её возвращения в США, Вустерский музей искусства привлёк Проскурякову для оформления экспозиции искусства майя в стиле её реконструкций. Оригиналы её акварелей хранятся в Музее Пибоди, и их периодически выставляют. Одна из акварелей с видом Вашактуна представлена в национальном музее Гватемалы, а вид акрополя Пьедрас-Неграс экспонируется в коллекции музея Пенсильванского университета.

#### Поездка в СССР
В 1970 году Проскурякова единственный раз посетила СССР, причём этот визит занял всего три дня: на очередной семинар майянистов в Австрии в июле 1970 года советское руководство вновь не выпустило Ю. Кнорозова. Проскурякова приняла решение ехать в Ленинград ещё в Кембридже, и даже сетовала подруге на то, что порядком разучилась говорить на русском языке. Данные об этом визите крайне отрывочны; например, неизвестно, кто её сопровождал (в дневнике эта женщина именуется просто «Ольга»). Удалось получить советскую визу и вылететь из Вены в Москву, а далее, несмотря на проволочки, долететь и до Ленинграда. В Институте этнографии не удалось застать ни Кнорозова, ни его начальника Ростислава Кинжалова, но позднее в тот же день они сами навестили Проскурякову в гостинице. На следующий день все совершили экскурсию в Петродворец, и Татьяна Авенировна смогла пообщаться с Юрием Валентиновичем Кнорозовым. Проскурякову раздражало то, что они не могли остаться наедине, при их разговорах всегда присутствовал некто третий — переводчик из «Интуриста», Р. Кинжалов, или неустановленное лицо, которого она считала «агентом КГБ». Свидетельств Кнорозова об этих встречах не найдено. Рассказывая о поездке своим знакомым, Проскурякова сожалела, что так мало пробыла в России, и мало увидела. Однако виденное почти не соотносилось с её детскими воспоминаниями. Она не упоминала, пыталась ли навести справки о родственниках, оставшихся в Ленинграде, поскольку зимой 1916 года, накануне отъезда, все жили у дяди — брата матери. Также Проскурякова не упоминала, интересовал ли её Томск — малая родина; но тогда он был закрытым для посещения иностранцами городом. Обратно в США Проскурякова вернулась паромом через Финляндию и Швецию, а далее самолётом из Дании.

#### Татьяна Проскурякова в 1970-е годы

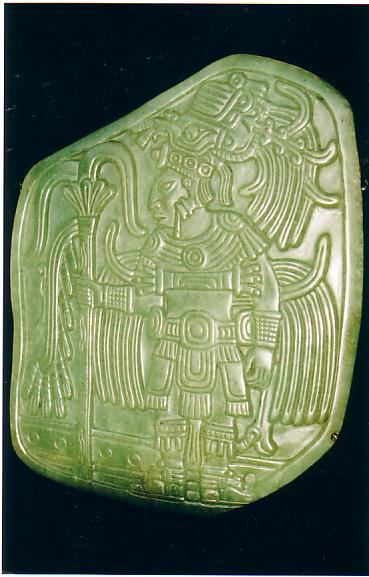
Нефритовая пектораль классического периода

Порядка десяти лет у Проскуряковой заняли разбор и реставрация нефритовой коллекции Священного сенота. Обобщающее исследование об этом было выпущено в 1974 году. Ещё через два года — в 1976 году — директор Музея Пибоди распорядился отобрать из коллекции типичные образцы, и вернуть их на историческую родину в Мексику. В составе американской делегации, кроме директора Уильямса и президента Гарвардского университета Дерека Бока, входили Проскурякова, Эрик ван Йув и Иан Грэм. Эта делегация вручила нефриты лично президенту Мексики Луису Эчеверриа.
После возвращения из СССР Проскурякова впервые обратила внимание на ухудшение самочувствия — появились головные боли и необъяснимые провалы в памяти, ухудшилось зрение. Сама она связывала эти явления с «суетой»: помимо нагрузки в музее, она читала спецкурсы по искусству майя в Гарвардском университете, получила семестровый курс в Колумбийском университете, и в Йеле (по приглашению М. Ко), в 1977 году — почётную профессорскую стипендию в Университете Питтсбурга, и считала нагрузку «непомерной». Татьяна Авенировна даже упоминала, что пыталась сократить количество потребляемого табака и даже начала заниматься спортом. Чтение больших курсов в других городах для 60-летней Проскуряковой было слишком большим стрессом, она предпочитала малые семинары в Гарварде и в музее Пибоди максимум для 10 человек, которые проходили в неформальной обстановке.
Известность Проскуряковой росла. Когда у неё гостила племянница Норма Рэгсдейл, она обратила внимание, что телефон звонил не переставая. 28 марта 1973 года интервью с Проскуряковой вышло на первой полосе New York Times. Тогда же она вошла в экспертный совет по доколумбову искусству в Думбартон-Окс, и прослужила в этом качестве два года — максимально дозволенный срок. Ранее, на конференции американистов в Думбартон-Окс 1971 года, Проскурякова сделала доклад по отождествлению иероглифа, обозначающего ритуал кровопускания, по надписям из Йашчилана, а Флойд Лаусбери тогда стал широко использовать фонетические чтения Кнорозова. В Думбартон-Окс Проскурякова познакомилась с Линдой Шеле — будущим известным майянистом, которая, как и сама Татьяна, была архитектором по образованию. Впрочем, общения им так никогда и не удалось наладить. После смерти Проскуряковой была учреждена награда для индеанистов её имени, и первой её удостоилась именно Линда Шеле.
Татьяна Проскурякова и сама удостаивалась наград. 26 июня 1971 года Университет штата Пенсильвания удостоил её премии «Женщина года», и она спустя 41 год посетила свою alma mater. Тулейнский университет 14 апреля 1977 года присвоил Проскуряковой почётную докторскую степень.

### Болезнь и кончина
К 1978 году состояние здоровья Проскуряковой стало вызывать опасения окружающих: ослабели слух и зрение, развивалась апатия. Чтобы поднять ей настроение, коллеги организовали Татьяне Авенировне большое путешествие по Мексике и Гватемале. Она смогла прочитать большую лекцию на испанском языке в Автономном университете Юкатана в Мериде; путешествие Проскуряковой широко освещалось в прессе. Однако далее наступило ухудшение: наблюдалась дегенерация сетчатки глаза, а из-за непрерывного курения развился атеросклероз, ей трудно было передвигаться. Заметно поражена была и кратковременная память, однако долговременная не пострадала, и энциклопедические познания Проскуряковой ещё могли использоваться; она торопилась закончить «Историю майя». В начале 1980-х годов её избрали в Американское философское общество, и она несколько месяцев потратила, чтобы составить торжественную речь. Вскоре был поставлен неутешительный диагноз: болезнь Альцгеймера. В 1984 году Проскурякову пришлось поместить в дом престарелых Эмерсона в соседнем Уотертауне; устроили её Иан Грэм и Клеменси Коггинс. Оттуда её доставили на торжественную церемонию в Музей Пибоди, на которой посол Гватемалы в США Федерико Фазен вручил Татьяне Авенировне Орден Кетцаля — высшую награду в стране. На торжественной церемонии присутствовали и коллеги-майянисты, включая И. Грэма.
К тому времени умственное состояние Проскуряковой было таково, что, по мнению её биографа Ч. Соломон, она вряд ли осознавала значимость своего награждения. В последний год её жизни Татьяна Авенировна была погружена в бредовое состояние, фантазировала, что её похитили гватемальские повстанцы и неоднократно выказывала желание «вернуться домой» — в квартиру в Кембридже. Она продолжала курить, но из-за почти полной потери памяти забывала, что ходит повсюду с зажжённой сигаретой, и представляла опасность для себя и окружающих. В моменты прояснений она пыталась писать, и отмечала, что не может жить «без света, книг и пишущей машинки». 30 августа 1985 года 76-летняя Татьяна Проскурякова скончалась. Некрологи были опубликованы в газетах Boston Globe и New York Times.

## Научный вклад

Дворец в древнем городе майя Лабна. Реконструкция Татьяны Проскуряковой, 1946

Австралийский исследователь Тайсон Уайт отметил некоторые особенности научного метода Проскуряковой. Не имея специального образования, Татьяна Авенировна никогда не придерживалась априори составленной концепции, и её развитие как учёного-майяниста шло по мере реализации проектов, в которых она принимала участие и затем осуществляла самостоятельно. Иан Грэм также подчёркивал, что Проскурякова была самоучкой, и по своим взглядам и склонностям в науке принадлежала «романтическому периоду» одиночек-первопроходцев. Основополагающими именуются пять её работ, опубликованных, начиная с 1946 года. «История майя» увидела свет уже после её кончины — в 1993 году.

### «Альбом архитектуры майя» (1946)
Первая объёмная работа Проскуряковой была основана на большом полевом материале, который накапливался, начиная с её первого экспедиционного сезона в Пьедрас-Неграс в 1936 году. Альбом, состоящий из фотолитографических изображений с подписями (страницы не нумерованы), включал реконструкцию городов Вашактун, Тикаль, Паленке, Пьедрас-Неграс, Копан, Сайиль, Лабна, Кабах, Ушмаль и Чичен-Ица. По большей части Проскурякова имела достаточно времени, чтобы ознакомиться с этими городищами и раскопанными и нераскопанными памятниками. Особенностью её метода как художника-архитектора была скрупулёзность, вплоть до мельчайших деталей, причём декоративные панели или скульптурные навершия она восстанавливала по немногим сохранившимся материальными свидетельствам. Зарисовки и реконструкции Проскуряковой широко воспроизводятся, особенно часто тиражируется «акрополь» в Пьедрас-Неграс; а также «акрополь» Копана, показанный, каким он мог выглядеть с одной из близлежащих гор. Все эти зарисовки совершенно точны не только с археологической, но и с геодезической точки зрения. Известна история, когда сломался нитяной микрометр, и Проскурякова сумела ввести его в строй, используя паутину. Проскурякова поместила в свой альбом (листы 28—35) реконструкцию перестройки здания A-V в Вашактуне, поскольку у майя было принято периодически перестраивать храмовые комплексы, «покрывая» сверху старую постройку более новой.

### «Исследование классической скульптуры майя» (1950)
Следующая монография Проскуряковой была основана, в первую очередь, на огромном фотоархиве Института Карнеги, что позволило исследовательнице разработать эволюцию художественных мотивов на всём пространстве цивилизации классического периода. Она основывалась не только на стелах и алтарях с календарными надписями, но также использовала изображения дверных перемычек, косяков, стеновых панелей, баз и капителей колонн. При этом в те времена было известно значительно меньше памятников майя, нежели в XXI веке, а множество важных изображений не были открыты или раскопаны. Задачей Проскуряковой было выделить определённое число морфологических признаков, на которые можно было бы разбить каждое изображение с целью классификации. Татьяна Авенировна выделила 14 базовых морфологических признаков, в том числе: «позы», «змеи», «перья», «головные уборы», «серьги», «ожерелья», «формы набедренных повязок», и т. д. Проскурякова группировала похожие или однотипные изображения и старалась привязать их к мотивам, для которых имелись точные календарные обозначения. Эти работы привели и к второстепенному в то время открытию: 91 % зафиксированных стилевых отличий приходились на период в два катуна (то есть календарных цикла, равных 7200 дней каждый), причём перемены захватывали 5—6 морфологических признаков разом. Собственно, данное открытие подтолкнуло Проскурякову к более пристальному изучению надписей майя. Тайсон Уайт в 2011 году утверждал, что методология Проскуряковой показала действенность и была проверена временем, и в своей диссертации брался дополнить её каталог и списки с учётом последовавших в следующие полвека находок.

### «Историческое содержание в датированных памятниках из Пьедрас-Неграс» (1960)

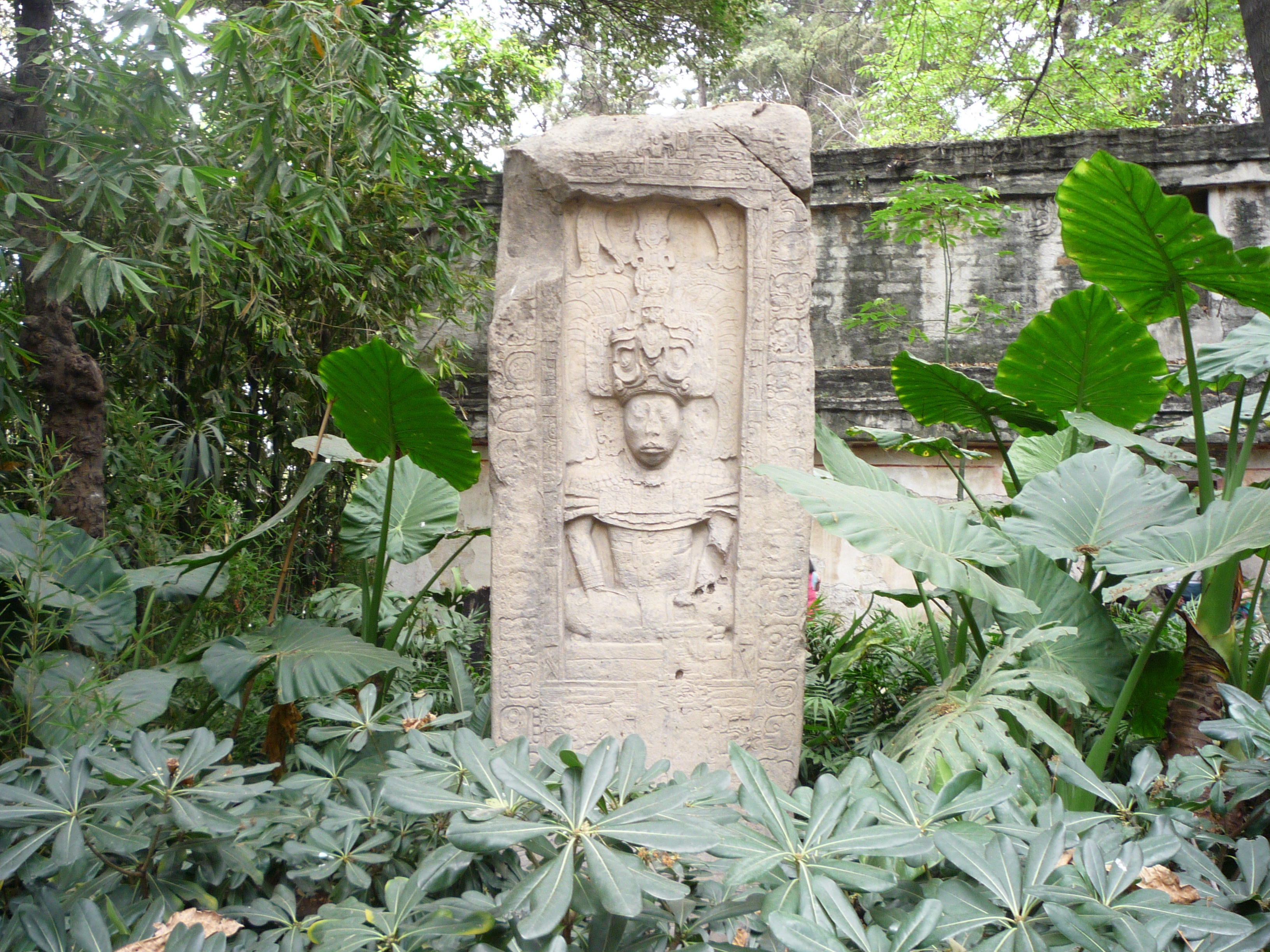
Одна из стел Пьедрас-Неграса

Небольшая по объёму статья (всего 22 страницы) оказалась одной из важнейших в истории майянистики вообще. Выводы, к которым пришла Татьяна Проскурякова, основывались на результатах её предшествующей работы по датировкам и морфологии майяского искусства. Исследовательница обратила внимание, что в текстах на стелах встречается набор повторяющихся иероглифов, связанных с определёнными датами, причём эти даты соответствуют продолжительности жизни человека. Сами стелы при этом образуют группы, привязанные к определённому зданию. Иероглиф, связанный с самой ранней датой группы, она определила как «иероглиф рождения», а самой поздней датой — «иероглиф смерти». Между этими датами помещался ещё один характерный иероглиф, встречавшийся в разных группах надписей. Дата, связанная с этим знаком, отстояла от «иероглифа рождения» на 10—20 лет. Вывод был определённым: иероглифические тексты содержали сведения исторического характера — даты рождения, восхождения на престол и смерти правителей. Джон Эрик Томпсон, поначалу принявший эту гипотезу «в штыки», со временем с ней согласился. Т. Проскурякова использовала метод Юрия Кнорозова для фонетического чтения важнейших иероглифов (включая понятие «захватить»), но в основном занималась структурным анализом, а не чтением текстов. Однако благодаря работам Проскуряковой было обнаружено большое количество вариантов записи одной и той же иероглифической фразы, аллографов и фонетических подтверждений. Именно ей современная майянистика обязана пониманием и чтением надписей классического периода. Среди прочих опознанных Проскуряковой терминов — некоторые ритуалы, включая гадания, кровопролитие, призыв духов предков и посмертное обожествление. Тем не менее, в силу собственного атеистического мировоззрения, и, отчасти, в противоположность взглядам Эрика Томпсона, Проскурякова пыталась доказывать, что майя не отличались особенной религиозностью, что не было подтверждено последующими исследованиями.
Данные из Пьедрас-Неграс были проверены и подтверждены по надписям и изображениям из городища Йашчилан; статья об этом была выпущена Проскуряковой в двух частях в 1963—1964 годах. Основными персонажами изображений из этого города были цари «Щит-Ягуар» и его потомок «Птица-Ягуар», иероглифы имён которых были ранее определены Эриком Томпсоном и Генрихом Берлином. Ранее, в 1962 году, Дэвид Келли, пользуясь структурным методом Проскуряковой и фонетическим чтением Кнорозова, сумел реконструировать династическую преемственность в царстве Киригуа. Сверх того, в 1961 году Проскурякова выпустила новаторскую статью «Изображения женщин в искусстве майя», в которой опровергла ранее существовавшие представления. Оказалось, что множество портретных изображений «жрецов» в пышных церемониальных одеяниях представляли дам — представительниц царских династий; об этом недвусмысленно свидетельствовал иероглиф, который всегда сопровождал женские изображения. Однако далее Татьяна Проскурякова надолго отошла от проблем дешифровки письменности майя.

### «Нефритовые изделия из Священного сенота в Чичен-Ице» (1974)

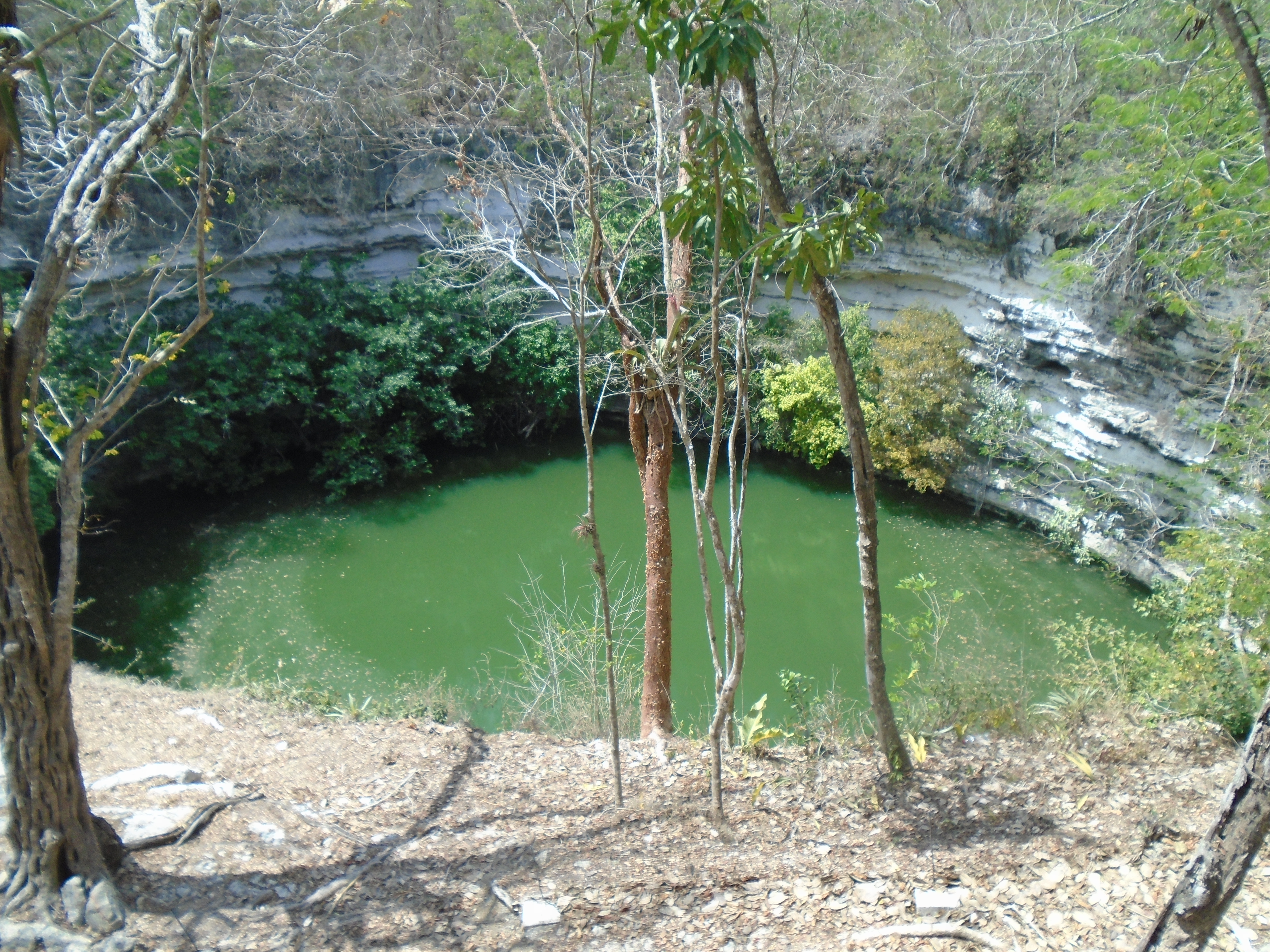
Священный сенот в Чичен-Ице. Фото 2015 года

Раскопки в Священном сеноте проводил в 1904—1910 годах Эдвард Томпсон, причём его находки поступили в музей Пибоди, однако на долгое время эти артефакты оставались невостребованными. Только в 1952 году С. Лотроп опубликовал исследование металлических изделий из сенота, а обобщающий труд Альфреда Тоззера увидел свет в двух томах в 1957 году. Коллекция нефритовых изделий оставалась неразобранной, тем более, что многие украшения и фигурки были повреждены или сознательно разбиты. Проект исследований нефритов из Чичен-Ицы занял у Проскуряковой 15 лет, в течение которых она занималась разбором фрагментов и, по возможности, их соединением воедино. Именно при этом произошло знакомство Проскуряковой и её будущего биографа Чар Соломон, ставшей её ассистентом. Каждый фрагмент описывался, каталогизировался, фотографировался и, по возможности, реставрировался и собирался из фрагментов. Нефритовые изделия были самыми разнообразными: бусы, браслеты, налобные повязки, серьги, кольца, и проч. Сначала Проскурякова группировала их по двум параметрам — «простые» и «резные». Как и обычно у неё, получившаяся книга приобрела значение справочника для датировки и классификации нефритов со всего археологического региона майя.

### «История майя»
Начиная с 1960-х годов Проскурякова посвятила себя самому амбициозному из своих проектов — реконструкции событийной истории городов-государств майя по эпиграфическим источникам в период 200—900 годов. Несмотря на то, что надписи классического периода в тот период вообще не были дешифрованы, даже при использовании структурного метода они могли весьма многое поведать, причём с точки зрения собственной историографической традиции майя. К моменту кончины автора в 1985 году работа далеко не была закончена. Основными источниками для Проскуряковой служила иконография и надписи из Тикаля, Йашчилана, Наранхо, Вашактуна, Сейбаля, Агуатеки, Киригуа, Копана и Пьедрас-Неграс. Главным стержнем повествования были события истории Тикаля, как из-за сравнительно большего числа источников, так и из-за того, что они стали доступными для Проскуряковой относительно недавно. Где было возможно, она попыталась реконструировать хронику межгосударственных отношений, прочитать имена членов царских династий, и события в жизни некоторых из них, соотнося надписи с изображениями на разнообразных памятниках. Самые ранние из использованных ею надписей сохранились в Тикале и Вашактуне (292—400 годы), а самые поздние — в Сейбале, Шамантуне и Тонине (890—910 годы). Из-за болезни исследовательницы и длительного ожидания публикации надписей из Паленке, источники этого города так и не были использованы. Юкатекский регион и постклассический период не входили в предмет исследования Проскуряковой.
Рецензенты оценивали посмертное издание «Истории майя» не только как дань памяти исследователя, но и как «разочарование». Подготовкой рукописи к публикации занималась Розмари Джойс. Исследуя черновые материалы автора, Р. Джойс пришла к выводу, что Проскурякова намеревалась охватить всю историю майя классического периода, не затрагивая доклассического, от которого не осталось письменных свидетельств. Работа Р. Джойс подтвердила, что Татьяна Проскурякова работала как историк искусства, а не эпиграфист-филолог; основным методом её работы над текстами майя был структурно-функциональный, всецело зависящий от контекста. По этой причине Клеменси Коггинс, которая сама защищала дипломную работу под руководством Проскуряковой и работала в 1970-е годы именно в Тикале, критиковала издание 1994 года как полностью этого контекста лишённого. Опубликованная через 8 лет после кончины Проскуряковой книга оказалась лишена карт (а в книге много информации по периферийным и малоизвестным центрам майя в регионе Петен), списка иллюстраций (в тексте помещены 332 прорисовки текстов и лицевых изображений на стелах работы Барбары Пейдж). Сама Татьяна Авенировна не успела написать введения, так что текст, по сути, начинается с полуслова. Однако полноценная публикация предполагает совершенно иной уровень обобщений, работу с архивными данными, что потребовало бы значительных финансовых расходов, которые бессмысленны, ибо значительная часть интерпретаций Проскуряковой устарела или изначально была ошибочной. Тем не менее её работы по Караколю, Наранхо и Пьедрас-Неграс не оспаривались и не подвергались критике.

### Наследие. Память
После кончины останки Татьяны Проскуряковой (как и её родителей) были кремированы, и хранились у Иана Грэма. Он, вместе с Дэвидом Стюартом, долгое время вынашивал идею захоронить прах исследовательницы в руинах Пьедрас-Неграс, с которыми была связана вся её жизнь майяниста и становление в этой профессии. В апреле 1998 года с разрешения Гватемальского института археологии и истории, Д. Стюарт захоронил урну с пеплом в постройке J-23 на самой высокой точке «Акрополя». Поводом для этой церемонии стало фотографирование эпиграфических памятников для издания Corpus of Maya Hieroglyphic Inscriptions.
Биографию Проскуряковой по большому корпусу источников личного происхождения и архивам Института Карнеги и Музея Пибоди опубликовала в 2002 году Чар Соломон, работавшая с Татьяной Авенировной с 1970-х годов.

## Основные статьи и монографии
Библиография избранных трудов составлена Ианом Грэмом.